# Madrid
Madrid (deutsch [maˈdʁɪt], spanisch [maˈðɾið]) ist die Hauptstadt Spaniens und der Autonomen Gemeinschaft Madrid. Sie ist (ohne Vororte) mit 3.416.771 Einwohnern (Stand: 2024) nach Berlin die zweitgrößte Stadt der Europäischen Union und die größte Stadt Südeuropas. Die Metropolregion Madrid zählt mit etwa sieben Millionen Einwohnern zu den größten Metropolen Europas.
Madrid ist seit Jahrhunderten der geographische, politische und kulturelle Mittelpunkt Spaniens (siehe Kastilien) und der Sitz der spanischen Regierung. Hier residieren auch der König, ein Erzbischof sowie wichtige Verwaltungs- und Militärbehörden. Als Handels- und Finanzzentrum hat die Stadt nationale und internationale Bedeutung. In Madrid befinden sich sechs öffentliche Universitäten sowie weitere Hochschulen, Theater, Museen und Kultureinrichtungen. Die Einwohner Madrids nennt man „Madrilenen“ (spanisch madrileños) oder „Madrider“.

## Geographie und Klima

### Geographische Lage

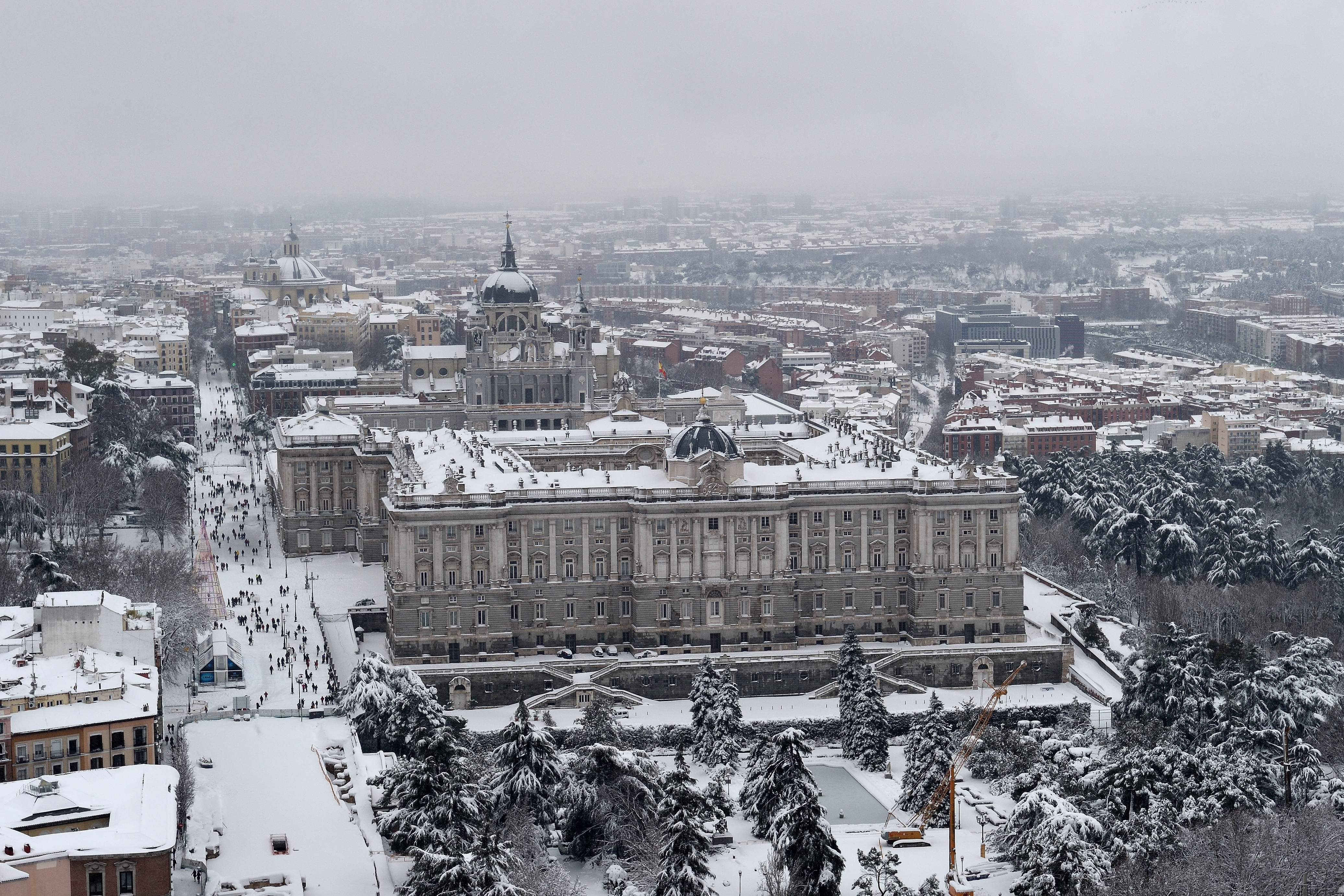
Palacio Real. Schneefall tritt in Madrid im Winter sporadisch auf.

Madrid befindet sich im Zentrum Spaniens auf 667 msnm und ist damit die höchstgelegene Hauptstadt der Europäischen Union und nach Andorra la Vella die zweithöchstgelegene Hauptstadt Europas. Die vom kleinen Fluss Manzanares durchflossene Stadt gehört zur historischen Landschaft Kastilien und liegt inmitten der Meseta, der Hochebene von Kastilien. Nordwestlich der Stadt erheben sich die Berge der Sierra de Guadarrama, die im Peñalara bis 2429 m hoch aufragen. Nach Osten öffnet sich das Tal des Henares, in dem Eisenbahnstrecken und Autobahnen nach Saragossa und Barcelona verlaufen. Etwa 70 km südlich, am Tajo, liegt die alte kastilische Hauptstadt Toledo, die heute Hauptstadt der autonomen Region Castilla-La Mancha ist.

### Klima
Durch seine Höhenlage auf 667 Meter über dem Meeresspiegel und das kontinentale Klima sind die Sommer in Madrid heißer und trockener, die Winter jedoch deutlich kälter als in den Städten am Mittelmeer. Die durchschnittliche Temperatur im Januar liegt bei etwa 6,1 °C, im Juli bei etwa 24,2 °C. Starke Schneefälle gab es im März 1971, Februar 1984 und Januar 2021.
|                        | Jan | Feb  | Mär  | Apr  | Mai  | Jun  | Jul  | Aug  | Sep  | Okt  | Nov  | Dez  |   |      |
| Mittl. Temperatur (°C) | 6,2 | 7,9  | 10,7 | 12,4 | 16,1 | 21,0 | 24,8 | 24,5 | 20,5 | 14,6 | 9,7  | 7,0  | ⌀ | 14,7 |
| Mittl. Tagesmax. (°C)  | 9,7 | 12,0 | 15,7 | 17,5 | 21,4 | 26,9 | 31,2 | 30,7 | 26,0 | 19,0 | 13,4 | 10,1 | ⌀ | 19,5 |
| Mittl. Tagesmin. (°C)  | 2,6 | 3,7  | 5,6  | 7,2  | 10,7 | 15,1 | 18,4 | 18,2 | 15,0 | 10,2 | 6,0  | 3,8  | ⌀ | 9,7  |
|                        |     |      |      |      |      |      |      |      |      |      |      |      |   |      |
| Niederschlag (mm)      | 37  | 35   | 26   | 47   | 52   | 25   | 15   | 10   | 25   | 49   | 56   | 56   | Σ | 433  |
|                        |     |      |      |      |      |      |      |      |      |      |      |      |   |      |
| Sonnenstunden (h/d)    | 4,8 | 5,6  | 6,9  | 7,7  | 8,8  | 10,3 | 11,6 | 10,8 | 8,7  | 6,4  | 5,2  | 4    | ⌀ | 7,6  |
|                        |     |      |      |      |      |      |      |      |      |      |      |      |   |      |
| Regentage (d)          | 6   | 6    | 5    | 7    | 8    | 4    | 2    | 2    | 3    | 6    | 6    | 7    | Σ | 62   |
|                        |     |      |      |      |      |      |      |      |      |      |      |      |   |      |
| Luftfeuchtigkeit (%)   | 78  | 70   | 61   | 58   | 54   | 49   | 40   | 42   | 52   | 66   | 73   | 77   | ⌀ | 59,9 |

| 2,6 |

| 3,7 |

| 5,6 |

| 7,2 |

| 10,7 |

| 15,1 |

| 18,4 |

| 18,2 |

| 15,0 |

| 10,2 |

| 6,0 |

| 3,8 |

| 2,6 |

| 3,7 |

| 5,6 |

| 7,2 |

| 10,7 |

| 15,1 |

| 18,4 |

| 18,2 |

| 15,0 |

| 10,2 |

| 6,0 |

| 3,8 |

## Geschichte

### Der Name Madrids
Obwohl Madrid spätestens seit dem 9. Jahrhundert existiert, da dort womöglich bereits eine vormaurische Siedlung existierte, sind aus dieser Zeit kaum Spuren erhalten. Der Erstbeleg für den Namen Madrid stammt aus arabischen Quellen (Ibn Ḥayyān al-Qurṭubī, Muqtabis; al-Ḥimyarī, Kitab ar-rawd al Mi'tar) und lautet Madschrit / مجريط / Maǧrīṭ. Einige Autoren haben versucht, diesen Namen etymologisch herzuleiten, teils aus dem Arabischen, teils, unter der Annahme einer präexistenten Siedlung aus der Westgotenzeit, aus dem Frühromanischen, womöglich auch dem Romance Andalusí.
Als arabisches Etymon wird das Wort madschra / مَجْرى / maǧrā zugrunde gelegt, das Kanal, Wasserleitung oder Flussbett bedeuten kann. Als lateinisches Etymon wird matricem (Akk. von matrix, „Gebärmutter“) angenommen, was hier mit „Quelle (eines Baches)“ übersetzt wird. Dies habe in seiner mozarabischen Form matrič gelautet. Da beide Etyma sich auf das Wasser beziehen und ähnlich klingen, ist auch der Gedanke aufgebracht worden, dass es sich um eine romanisch-arabische Hybridbildung handeln könne.

### Madrid als Teil von al-Andalus und Zeit der Reconquista
Nach 854 wurde unter dem Emir Muhammad (852 bis 886) eine maurische Festung (alcázar) an der Stelle der heutigen Almudena-Kathedrale errichtet. Der im frühen 11. Jahrhundert in Córdoba verstorbene Astronom Maslama ibn Aḥmad al-Maǧrīṭī wurde nachweislich seiner nisba in Madrid geboren.
1083 wurde Madrid im Rahmen der sogenannten Reconquista vom Königreich Kastilien erobert, jedoch noch 1109 von dem Almoravidenherrscher Ali ibn Yusuf erfolglos belagert. Ein kleiner Teil der aus der Zeit der maurischen Herrschaft über Spanien stammenden Stadtmauern ist neben der Kathedrale immer noch vorhanden. 1309 wurde unter Fernando IV. die Ständeversammlung (Cortes) des Königreichs Kastilien erstmals nach Madrid einberufen.
Am 21. Februar 2011 wurden die Ausgrabungsarbeiten in der Umgebung des Königspalastes (Palacio Real) abgeschlossen. Von Wohnhäusern aus dem neunten Jahrhundert hatte man keine Spuren gefunden. Gebäudereste aus dem zwölften Jahrhundert stellen vielmehr die ältesten Zeugen für eine städtische Ansiedlung dar. Die leitende Archäologin Esther Andréu leitete daraus ab, dass Madrid als Siedlung erst in der christlichen Epoche gegründet wurde und zuvor lediglich ein maurischer Militärstützpunkt gewesen sei. Dies wurde von anderer Seite mit dem Hinweis auf mehrere Brunnen, Silos und eine Kanalisation aus der Umayyadenzeit zurückgewiesen.

### Das Madrid der Habsburger und Bourbonen: Hauptstadt Spaniens
1561 verlegte Philipp II. den königlichen Hof von Valladolid nach Madrid, womit der Aufstieg der Stadt begann. Sie wurde faktisch zur Hauptstadt Spaniens, was sie abgesehen von einer kleinen Unterbrechung von 1601 bis 1606 (Valladolid) bis zum heutigen Tag ist. Der Teil von Madrid, der unter den Spanischen Habsburgern errichtet wurde, nennt sich bis heute „El Madrid de los Austrias“ (Das Madrid der Habsburger). In dieser Zeit wurden die Puerta del Sol, das Kloster der Descalzas Reales, der Palacio de Uceda, die Plaza de la Villa, die Plaza Mayor sowie die Colegiata de San Isidro erbaut.
1701 brach der Spanische Erbfolgekrieg aus, der 1706 zur englisch-portugiesischen Besetzung der Stadt führte. Er endete 1714 mit der Übernahme des spanischen Throns durch die Bourbonen. Unter ihrer Herrschaft entstand der heutige Königspalast. Insbesondere in der Regierungszeit Karls III., der deswegen im Volksmund auch als der „beste Bürgermeister von Madrid“ bezeichnet wird, wurden die öffentliche Infrastruktur der Stadt (Straßen, Plätze, Parks, Wasserversorgung etc.) modernisiert und zahlreiche öffentliche Bauten errichtet.

### 19. Jahrhundert während des Unabhängigkeitskrieges und nach der bourbonischen Restauration

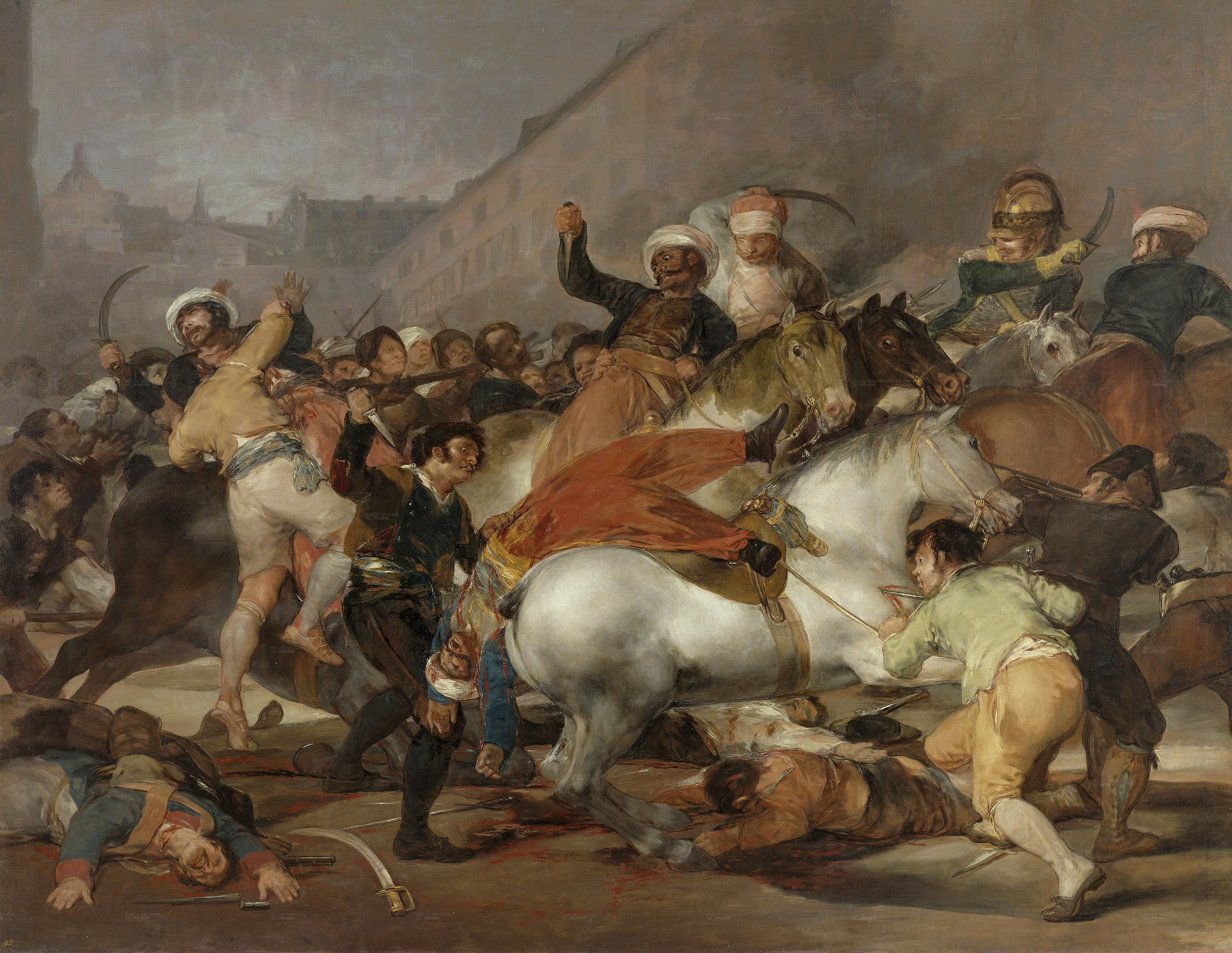
Francisco de Goya: Aufstand vom 2. Mai 1808

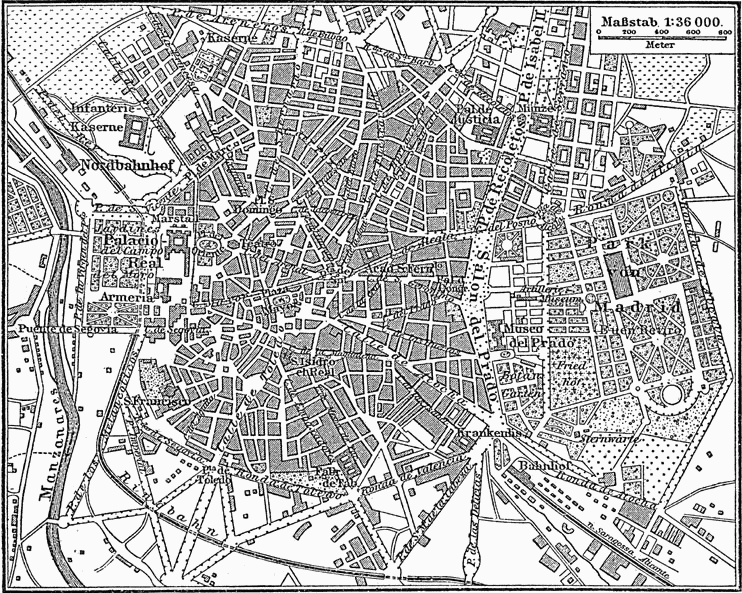
Historische Karte (um 1888)

Von 1808 bis 1813 war Madrid von den Franzosen besetzt, wobei Napoleons Bruder Joseph Bonaparte zum König ernannt wurde. Die Besatzer ließen Klöster und ganze Stadtviertel niederreißen, um neuen Platz zu schaffen. Mit dem blutig niedergeschlagenen Aufstand vom 2. Mai 1808 wurden weitere Erhebungen im gesamten Land hervorgerufen, in Madrid ist der 2. Mai daher heute arbeitsfreier Stadtfeiertag. Pepe Botella oder El Rey Plazuela, wie Joseph wegen seines Alkoholismus und des Rückbaus von Klöstern und Kirchen zugunsten offener Plätze bespöttelt wurde, floh bereits 1812 aus Madrid.
Von 1833 bis 1876 wurden die drei Karlistenkriege ausgetragen. Dabei wütete auch eine Choleraepidemie in Madrid. 1873 wurde die erste Republik durch den liberalen Politiker und Schriftsteller Emilio Castelar ausgerufen.

### 20. Jahrhundert: Bürgerkrieg, Diktatur undTransición

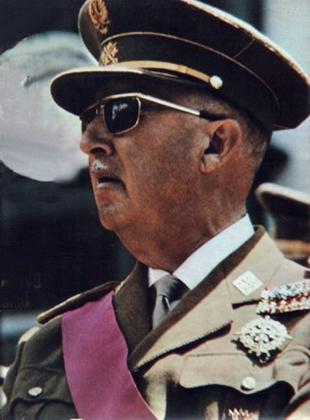
Francisco Franco, Diktator Spaniens von 1936/39 bis 1975, ließ Madrid nach dem Ende des Bürgerkriegs teilweise durch Zwangsarbeiter wiederaufbauen und umgestalten

Im Mai 1920 wurde die Trauerfeier um den Stierkämpfer José Gómez Ortega zum Massenereignis. 1923 folgte die Militärdiktatur unter General Miguel Primo de Rivera. Am 14. April 1931 wurde in Madrid die Zweite Republik ausgerufen. Im Spanischen Bürgerkrieg von 1936 bis 1939 war Madrid bis zuletzt, und zwar bis zum 28. März 1939, republikanisch und erlitt durch deutsche und italienische Bombardements schwere Zerstörungen (Belagerung von Madrid). Für den Durchhaltewillen der republikanischen Madrilenen war auch der Sieg am Manzanares während der Belagerung von Madrid von Bedeutung.
Nachdem sich die Putschisten unter Generalissimus Francisco Franco, der ab 1940 offiziell im königlichen und privat im Palast El Pardo residierte, durchgesetzt hatten, prägte dessen franquistische Diktatur bis 1975 die Stadt architektonisch, wirtschaftlich und demografisch. Nach den Zerstörungen durch die Belagerung während des Bürgerkriegs wurde es nach dessen Plänen wieder aufgebaut bzw. die durch den Bürgerkrieg unvollendeten Umgestaltungen der von Franco bekämpften Zweiten Republik, etwa die Nuevos Ministerios, wurden fertiggestellt. Nach dem Plan de Estabilización 1959 wuchsen auch immer mehr Wolkenkratzer in die Höhe – ein Trend, der bis zur Finanzkrise 2007 anhielt. Zwischen 1900 und 1980 versechsfachte sich die Stadtbevölkerung von etwa 500.000 auf etwa drei Millionen Einwohner. 1965 bis 1973 fanden zahlreiche Streiks und Studentenproteste statt. Bereits in den 1950er Jahren war Madrid ein Zentrum des studentischen Widerstandes gegen die Diktatur.
Nach dem Tod Francos im Jahr 1975 gab es in Madrid eine Kulturbewegung, die Movida madrileña. Juan Carlos I. wurde König und leitete die Demokratisierung (Transición) ein, die jedoch am 23. Februar 1981 (23-F) durch einen Putschversuch von Offizieren der Guardia Civil und des Militärs noch einmal gefährdet wurde. Einige davon hatten schon bei der Operación Galaxia 1978 mitgemacht. In den Straßen von Madrid demonstrierten über 1 Million Menschen für die Demokratie.
Im Januar 1977 schlug in der sogenannten Schwarzen Woche ihrerseits die  maoistische Gruppe GRAPO in Madrid zu. Am 14. Juli 1986 starben zwölf Menschen bei einem Bombenanschlag der ETA gegen die Guardia civil. Indes entdeckten die jungen Menschen die neu gewonnene Freiheit in der Kulturbewegung Movida madrileña. 1992 war Madrid „Kulturstadt Europas“. Erst 1993 wurde die Kathedrale des Erzbistums Madrid Santa María la Real de La Almudena fertiggestellt.

### 21. Jahrhundert: eine moderne europäische Stadt
Am 11. März 2004 wurden bei islamistisch motivierten Terroranschlägen auf vier voll besetzte Nahverkehrszüge und den Bahnhof Atocha 191 Menschen getötet. Der Anschlag kostete die bürgerliche PP, die die Schuld auf die baskische Separatistenorganisation ETA abwälzen wollte, die Macht und führte zu einem Wahlerfolg der sozialdemokratischen PSOE. Die Regierung unter José María Aznar wollte als Teil der Koalition der Willigen wenige Tage vor der Wahl keine Spekulationen über den Zusammenhang zwischen der von ihr beschlossenen Teilnahme am Irakkrieg und den Anschlägen von Atocha aufkommen lassen. Nach dem Beginn der Weltfinanzkrise, von der Spanien durch das Platzen der Immobilienblase im Jahre 2007 besonders betroffen war, hat sich aus Demonstrationen gegen den Sparkurs der Regierung Rajoy (recortes) ein linkspopulistisches Bündnis namens Podemos etabliert, das auch Manuela Carmena als Bürgermeisterin mit einem links-ökologischen Programm ins Amt (2015–2019) brachte.

## Bevölkerung

### Bevölkerungsentwicklung
Die Bevölkerung wuchs seit der Erhebung Madrids zur Hauptstadt Spaniens im 16. Jahrhundert kontinuierlich an und erreichte in den 1970er-Jahren mit über 3,1 Millionen Einwohnern ihr heutiges Niveau.

### Religion
Die Bevölkerung von Madrid ist mehrheitlich römisch-katholisch. Das Territorium des Erzbistums Madrid entspricht im Wesentlichen dem Gebiet der Hauptstadt.
Laut einer aktuellen Umfrage aus dem Jahr 2019 bekennen sich 67 Prozent der Stadtbevölkerung zum römisch-katholischen Glauben, wobei die Mehrheit der Katholiken ihren Glauben nicht aktiv praktiziert. Weitere 4 Prozent geben an, Gläubige einer anderen Religion zu sein. 15 Prozent der Madrilener sind Agnostiker oder nicht-gläubig, während sich 13 Prozent als Atheisten bezeichnen.

## Politik und Verwaltung

### Stadtbezirke

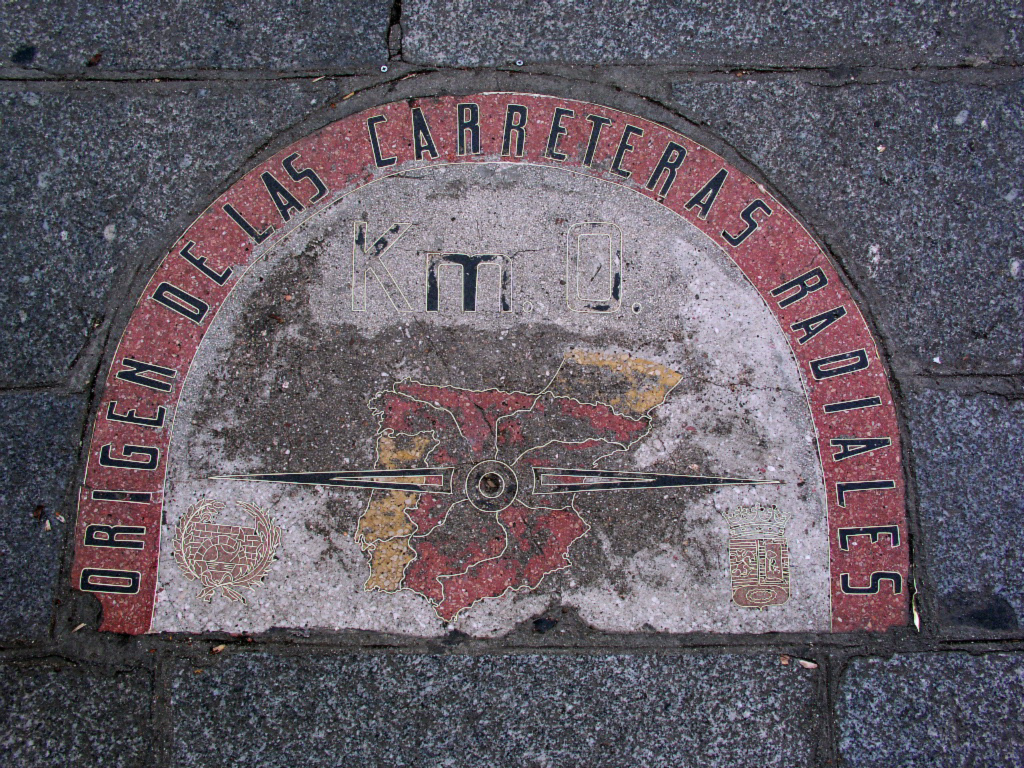
Der Kilometer null konkurriert mit dem echten geographischen Mittelpunkt im Vorort Getafe

Madrid ist in 21 Stadtbezirke (distritos) unterteilt, die ihrerseits wiederum in 131 verschiedene Stadtteile (barrios) gegliedert sind:
1. Centro: Palacio, Embajadores, Cortes, Justicia, Universidad, Sol.
2. Arganzuela: Paseo Imperial, Acacias, Chopera, Legazpi, Delicias, Palos de Moguer, Atocha.
3. Retiro: Pacífico, Adelfas, Estrella, Ibiza, Jerónimos, Niño Jesús.
4. Salamanca: Recoletos, Goya, Fuente del Berro, Guindalera, Lista, Castellana.
5. Chamartín: El Viso, Prosperidad, Ciudad Jardín, Hispanoamérica, Nueva España, Pza. Castilla.
6. Tetuán: Bellas Vistas, Cuatro Caminos, Castillejos, Almenara, Valdeacederas, Berruguete.
7. Chamberí: Gaztambide, Arapiles, Trafalgar, Almagro, Vallehermoso, Ríos Rosas.
8. Fuencarral-El Pardo: El Pardo, Fuentelarreina, Peñagrande, Barrio del Pilar, La Paz, Valverde, Mirasierra, El Goloso.
9. Moncloa-Aravaca: Casa de Campo, Argüelles, Ciudad Universitaria, Valdezarza, Valdemarín, El Plantío, Aravaca.
10. Latina: Los Cármenes, Puerta del Ángel, Lucero, Aluche, Las Águilas, Campamento, Cuatro Vientos.
11. Carabanchel: Comillas, Opañel, San Isidro, Vista Alegre, Puerta Bonita, Buenavista, Abrantes.
12. Usera: Orcasitas, Orcasur, San Fermín, Almendrales, Moscardó, Zofio, Pradolongo.
13. Puente de Vallecas: Entrevías, San Diego, Palomeras Bajas, Palomeras Sureste, Portazgo, Numancia.
14. Moratalaz: Pavones, Horcajo, Marroquina, Media Legua, Fontarrón, Vinateros.
15. Ciudad Lineal: Ventas, Pueblo Nuevo, Quintana, La Concepción, San Pascual, San Juan Bautista, Colina, Atalaya, Costillares.
16. Hortaleza: Palomas, Valdefuentes, Canillejas, Pinar del Rey, Apóstol Santiago, La Piovera.
17. Villaverde: San Andrés, San Cristóbal, Butarque, Los Rosales, Los Ángeles (Villaverde).
18. Villa de Vallecas: Casco Histórico de Vallecas, Santa Eugenia.
19. Vicálvaro: Casco Histórico de Vicálvaro, Ambroz.
20. San Blas: Simancas, Hellín, Amposta, Arcos, Rosas, Rejas, Canillejas, Salvador.
21. Barajas: Alameda de Osuna, Aeropuerto, Casco Histórico de Barajas, Timón, Corralejos.

### Wappen

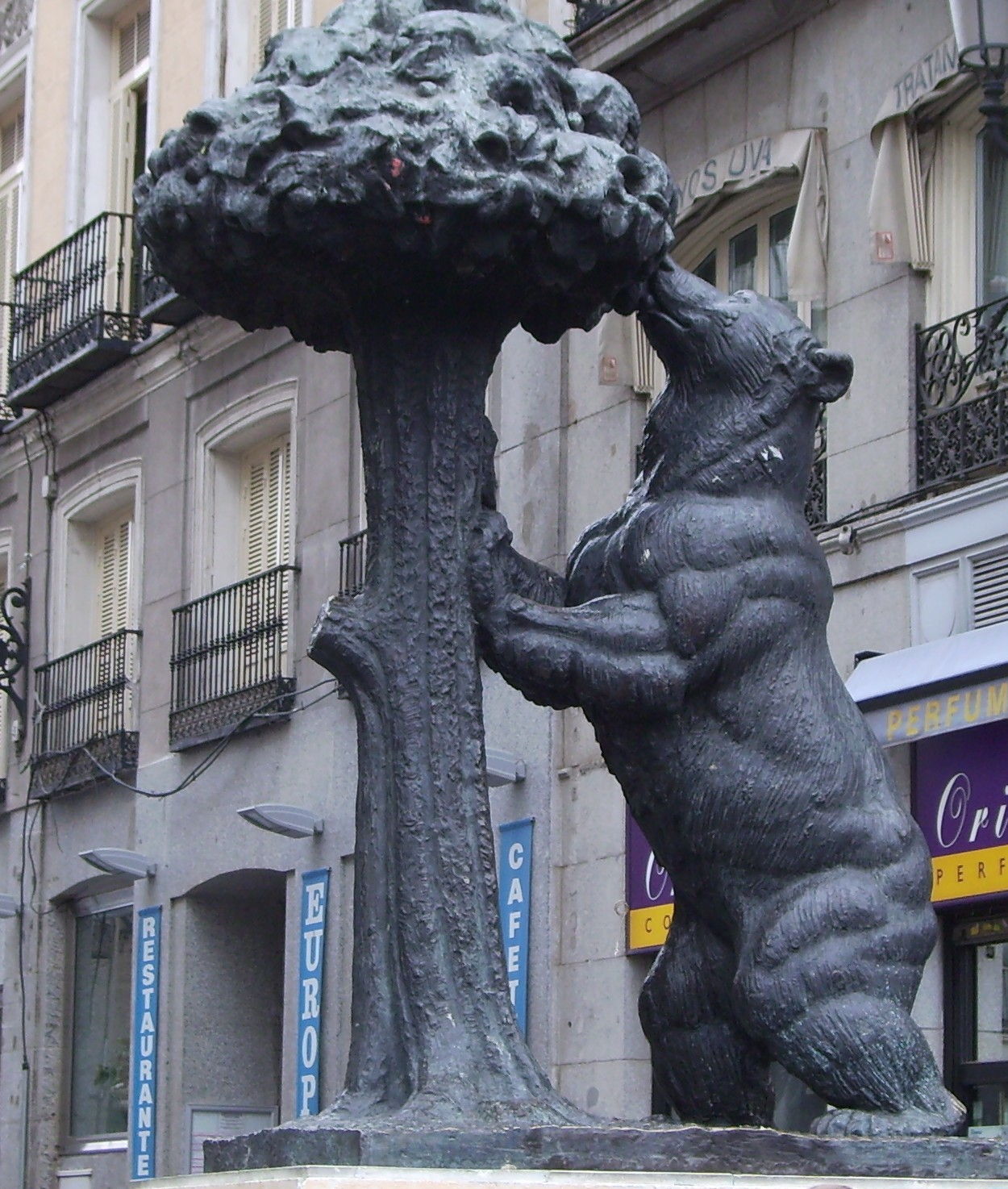
Das Wappen Madrids als Denkmal auf der Plaza de la Puerta del Sol

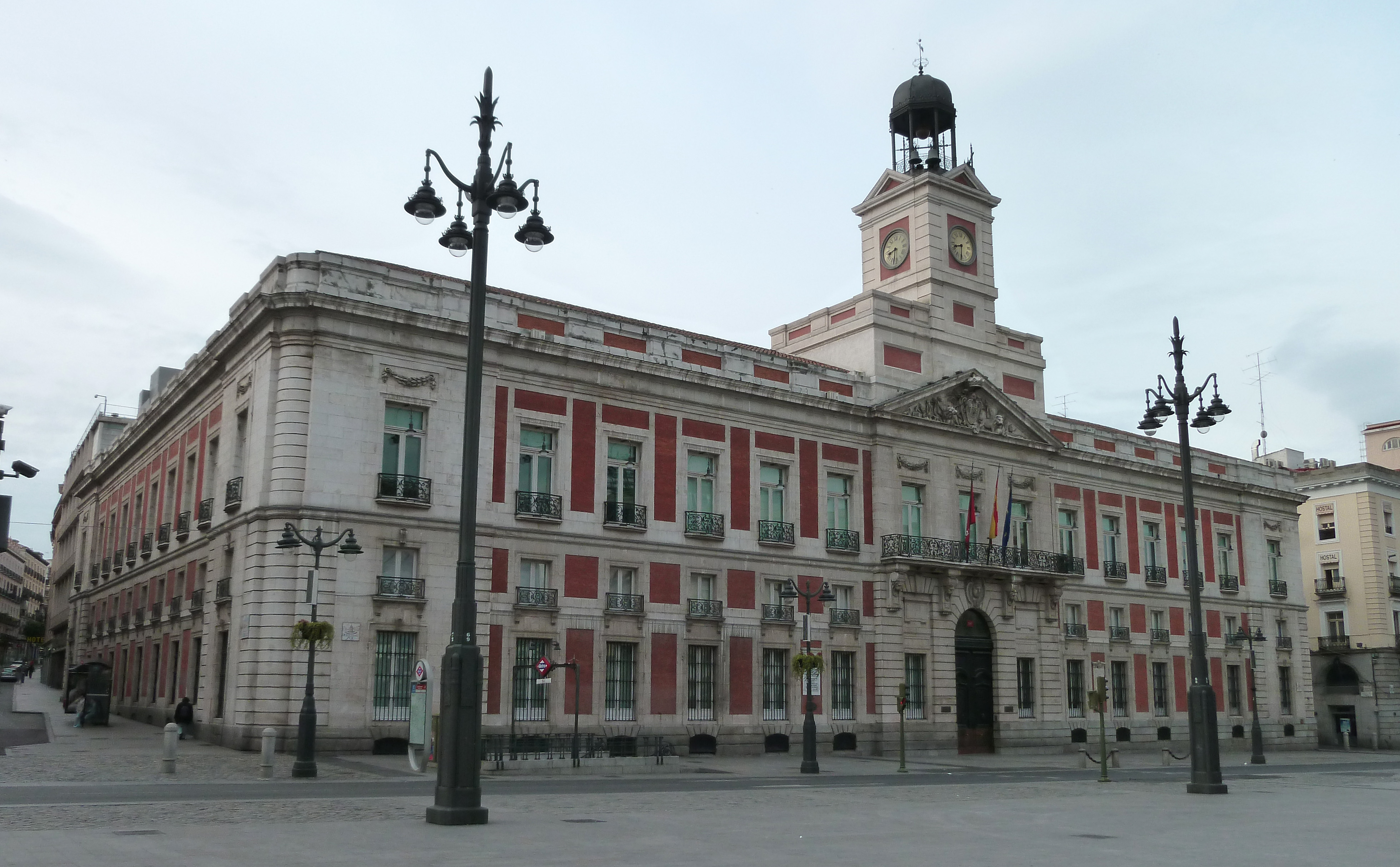
Puerta del Sol, Hauptfassade der Casa de Correos

Beschreibung: Im silbernen Feld, das von einem blauen Bord mit sieben silbernen sechszackigen Sternen belegt ist, steht auf grünem Schildfuß ein Erdbeerbaum mit grüner Laubkrone und roten Früchten, an dem sich ein schwarzer Bär aufrichtet.
Über dem Wappenschild ruht die goldene Krone.
Das Wappen der Stadt Madrid zeigt einen Braunbären (oso pardo), der sich den Stadtnamen pseudoetymologisch deutend gegen einen Erdbeerbaum reckt. Dieser heißt auf Spanisch madroño. Es handelt sich daher um ein Sprechendes Wappen.

### Bürgermeister
- 1894–1895 und 1897–1899: Álvaro de Figueroa y Torres
- 1896–1897 und 1907: Joaquín Sánchez de Toca Calvo
- 1899–1900: Ventura García Sancho Ibarrondo
- 1907: Eduardo Dato und Joaquín Sánchez de Toca Calvo
- 1965–1973: Carlos Arias Navarro
- 1979–1986: Enrique Tierno Galván
- 2003–2011: Alberto Ruiz-Gallardón
- 2011–2015: Ana Botella
- 2015–2019: Manuela Carmena
- seit Juni 2019: José Luis Martínez-Almeida

### Stadtrat
- ḾM: 12
- PSOE: 11
- PP: 29
- VOX: 5

## Kultur und Sehenswürdigkeiten

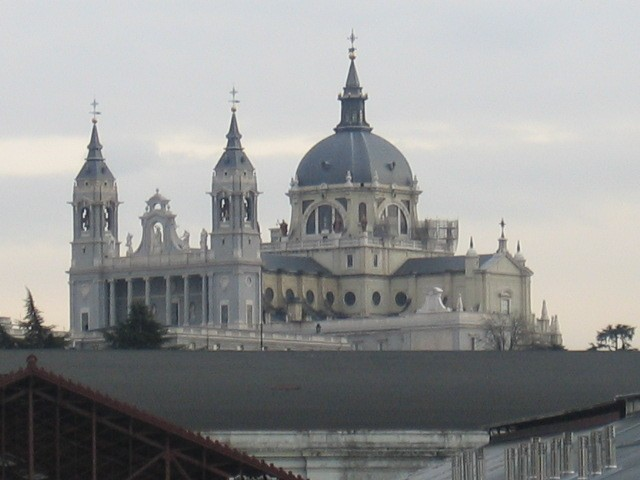
Almudena-Kathedrale
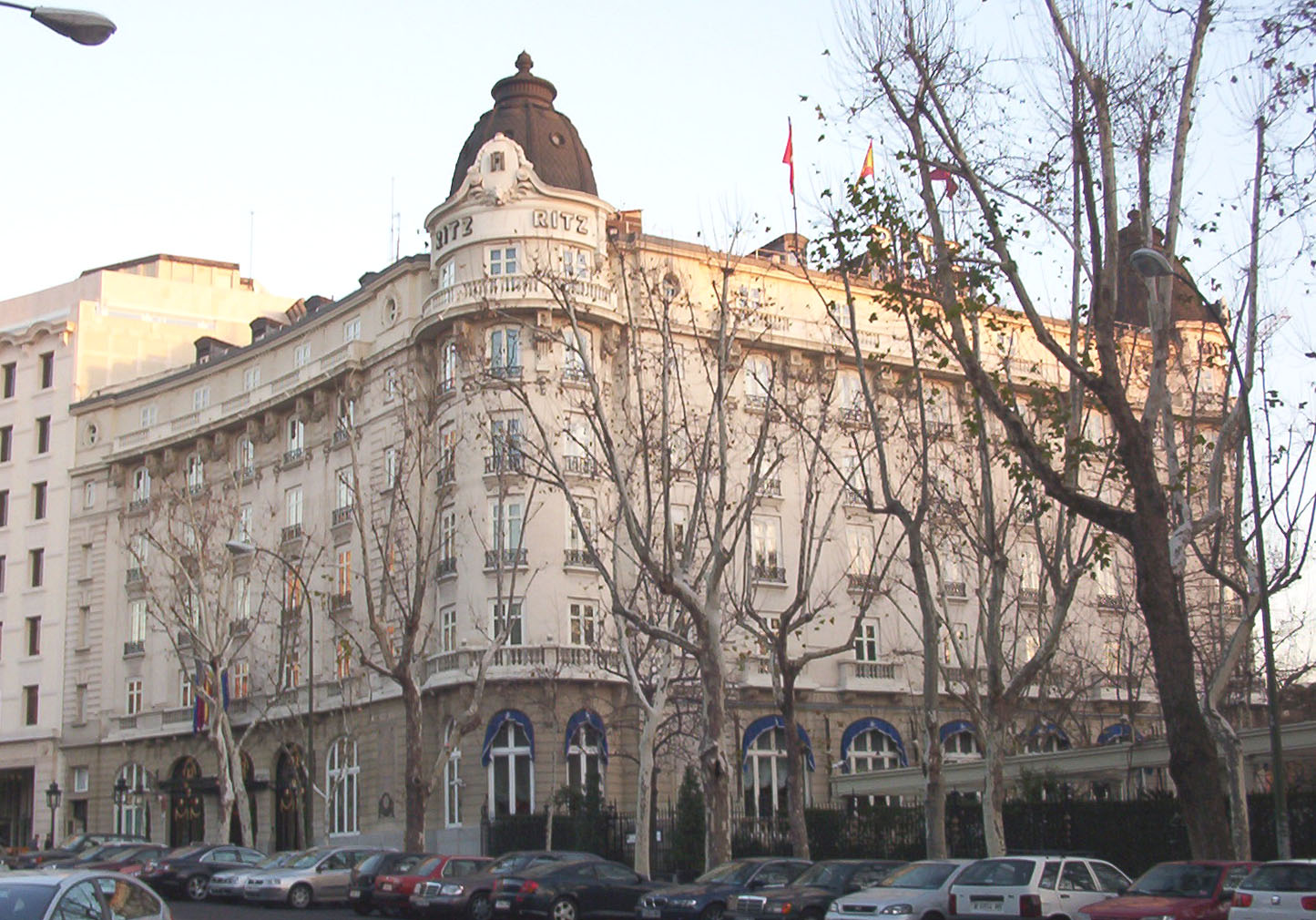
Hotel Ritz

- Auditorio Nacional de Música
- Bahnhof Madrid Atocha
- Bank von Spanien
- CaixaForum
- Congreso de los Diputados
- Estadio Santiago Bernabéu
- Faro de Moncloa
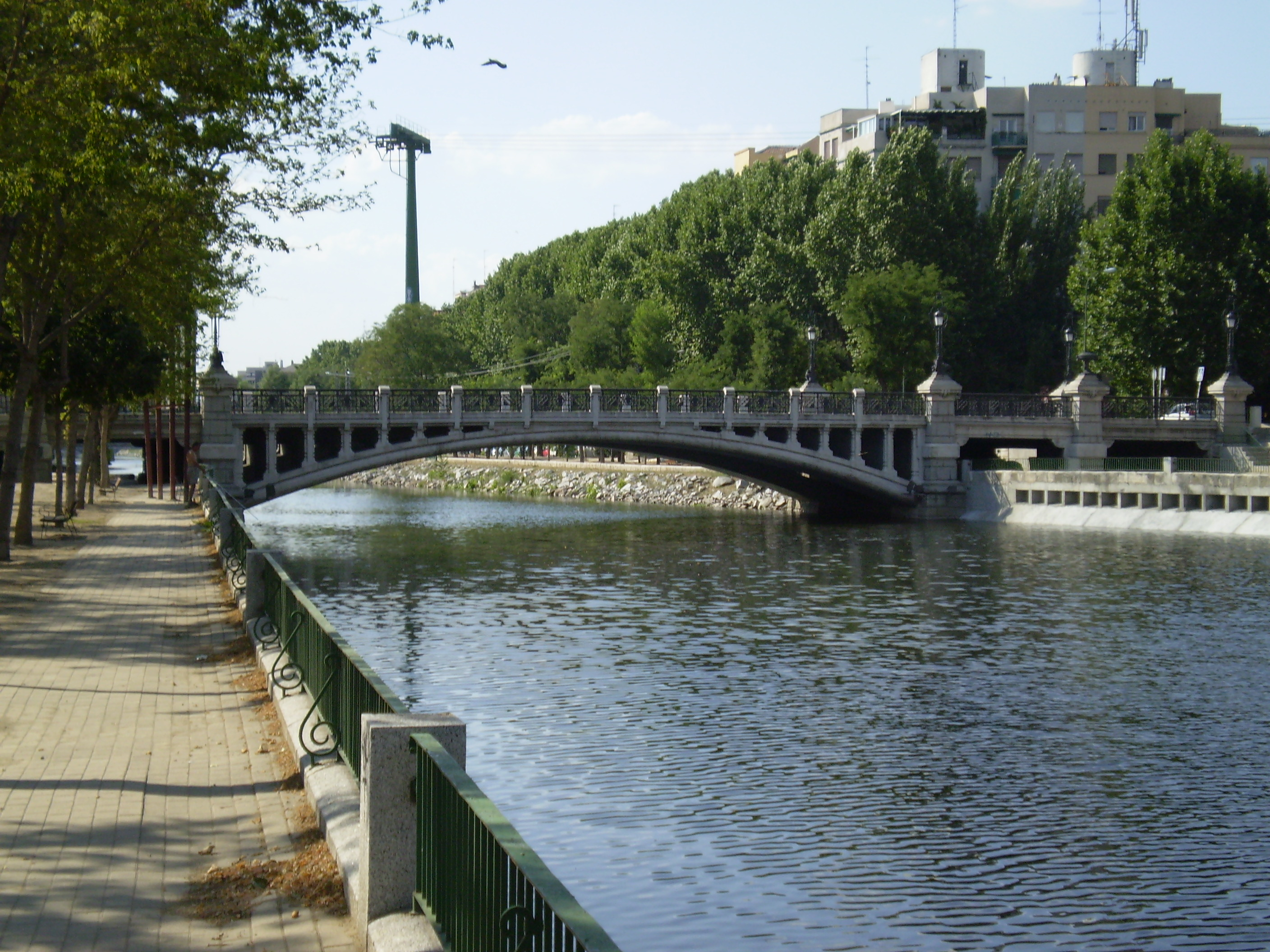
Galerie der königlichen Sammlungen
- Las Ventas
- Metropolis-Haus
- Monasterio de las Descalzas Reales
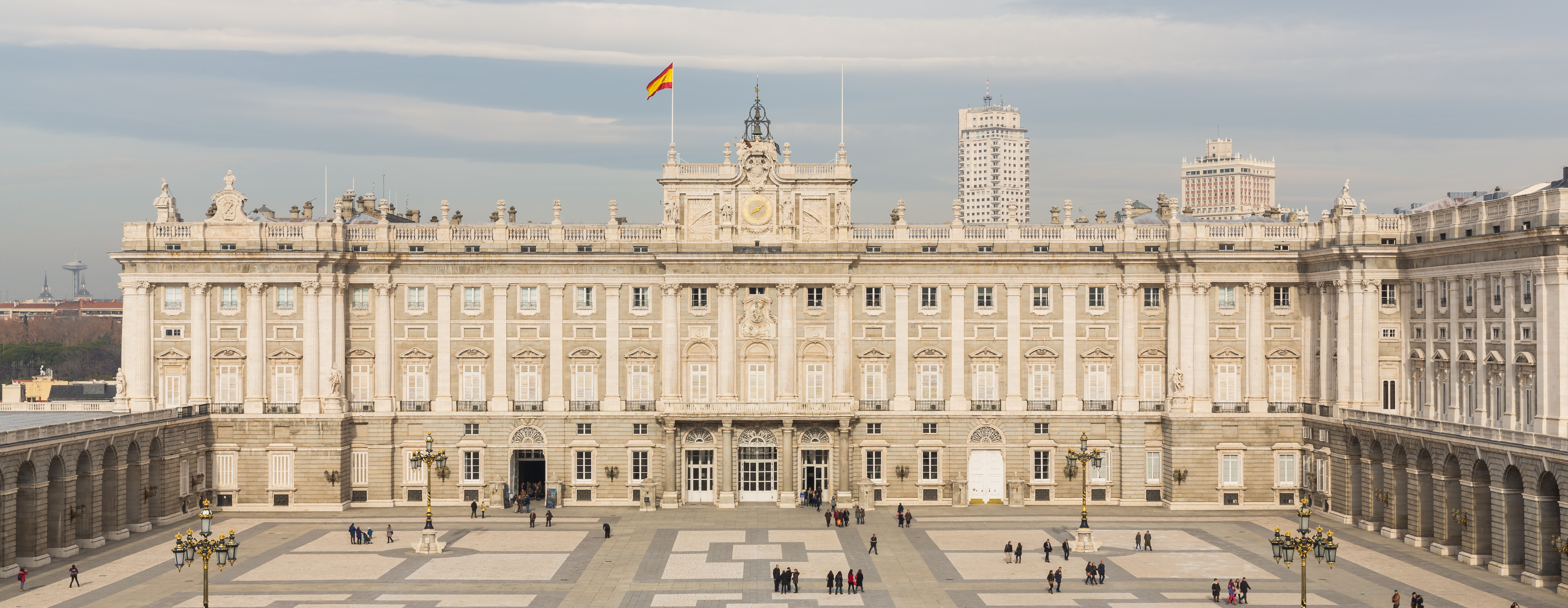
Palacio de Cibeles
- Palacio de Deportes
- Palacio Longoria
- Palacio de Liria
- Palacio Real
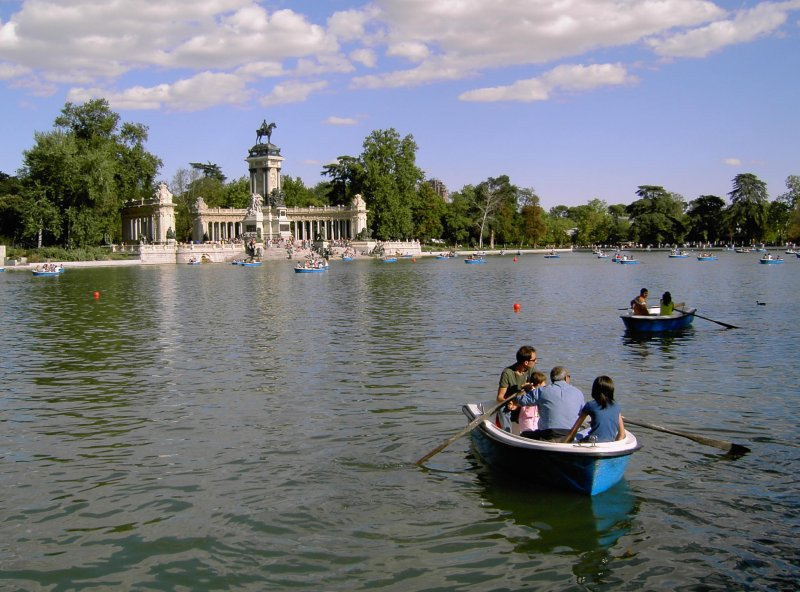
Parque del Buen Retiro
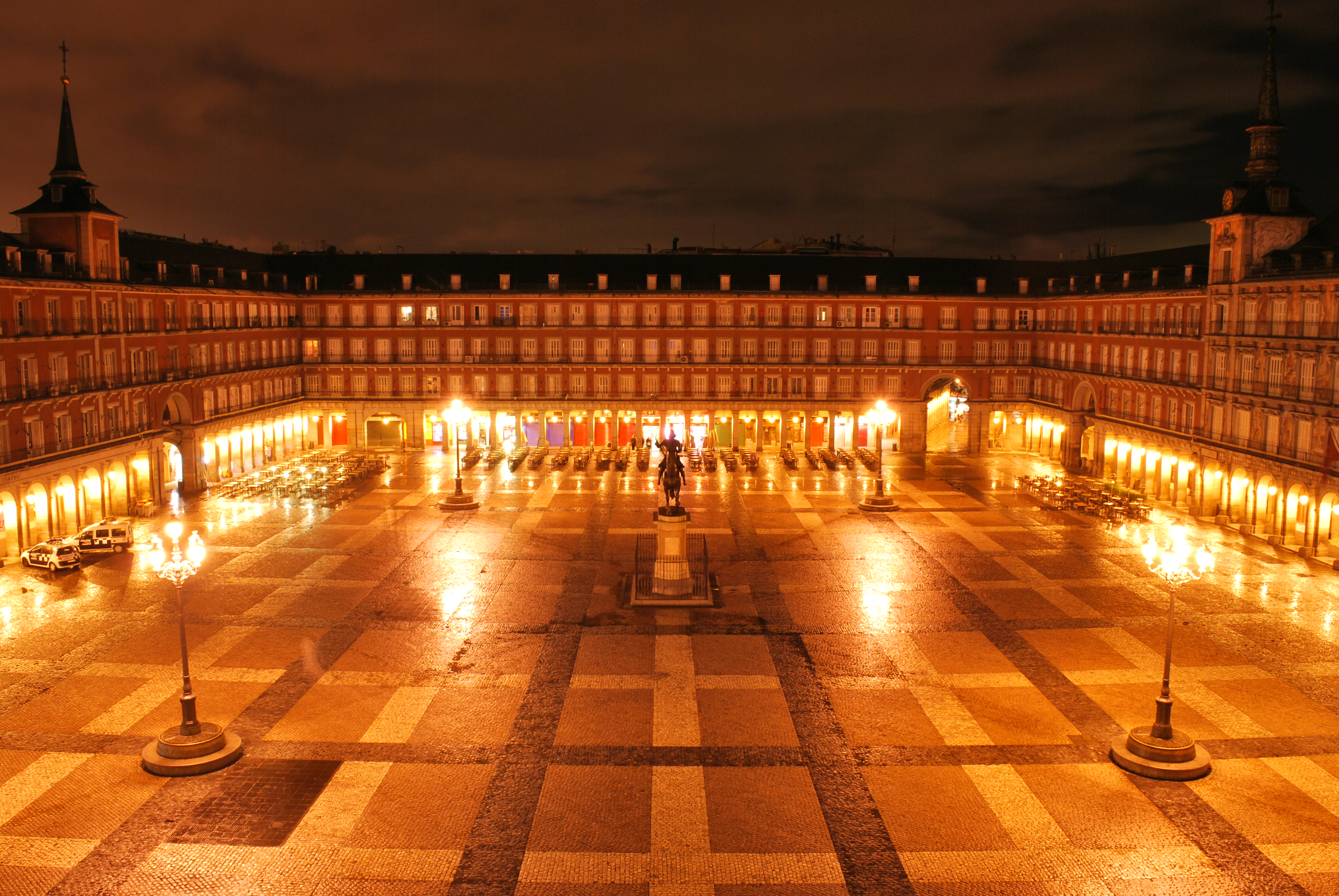
Plaza Mayor bei Nacht
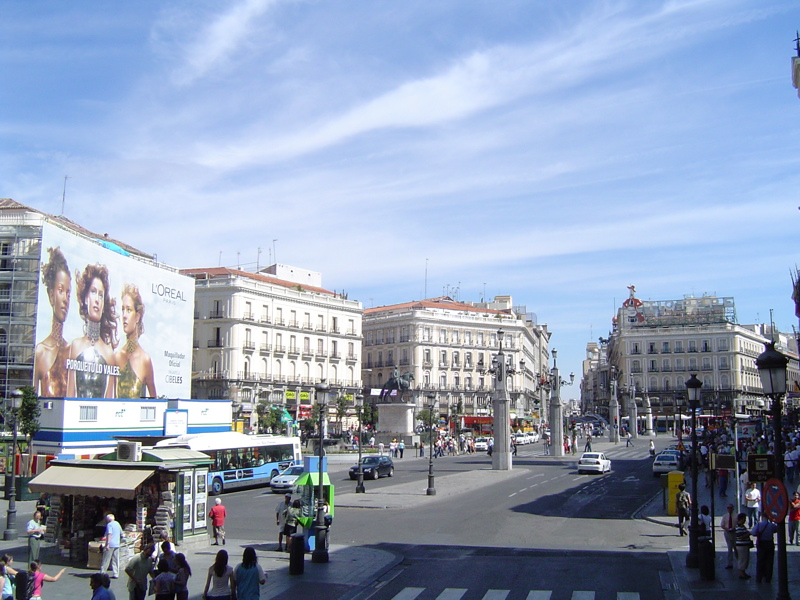
Puerta del Sol
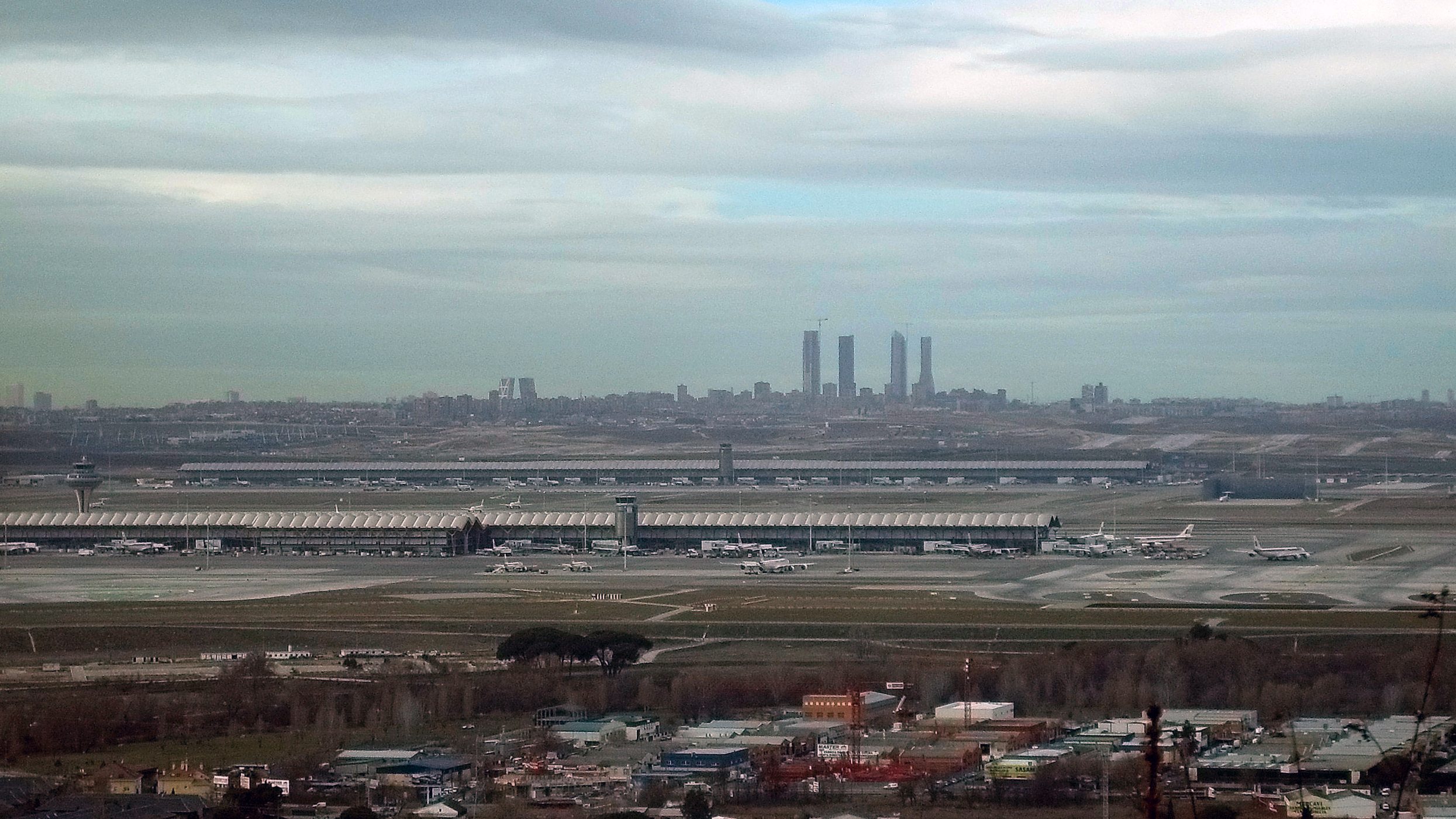
Flughafen
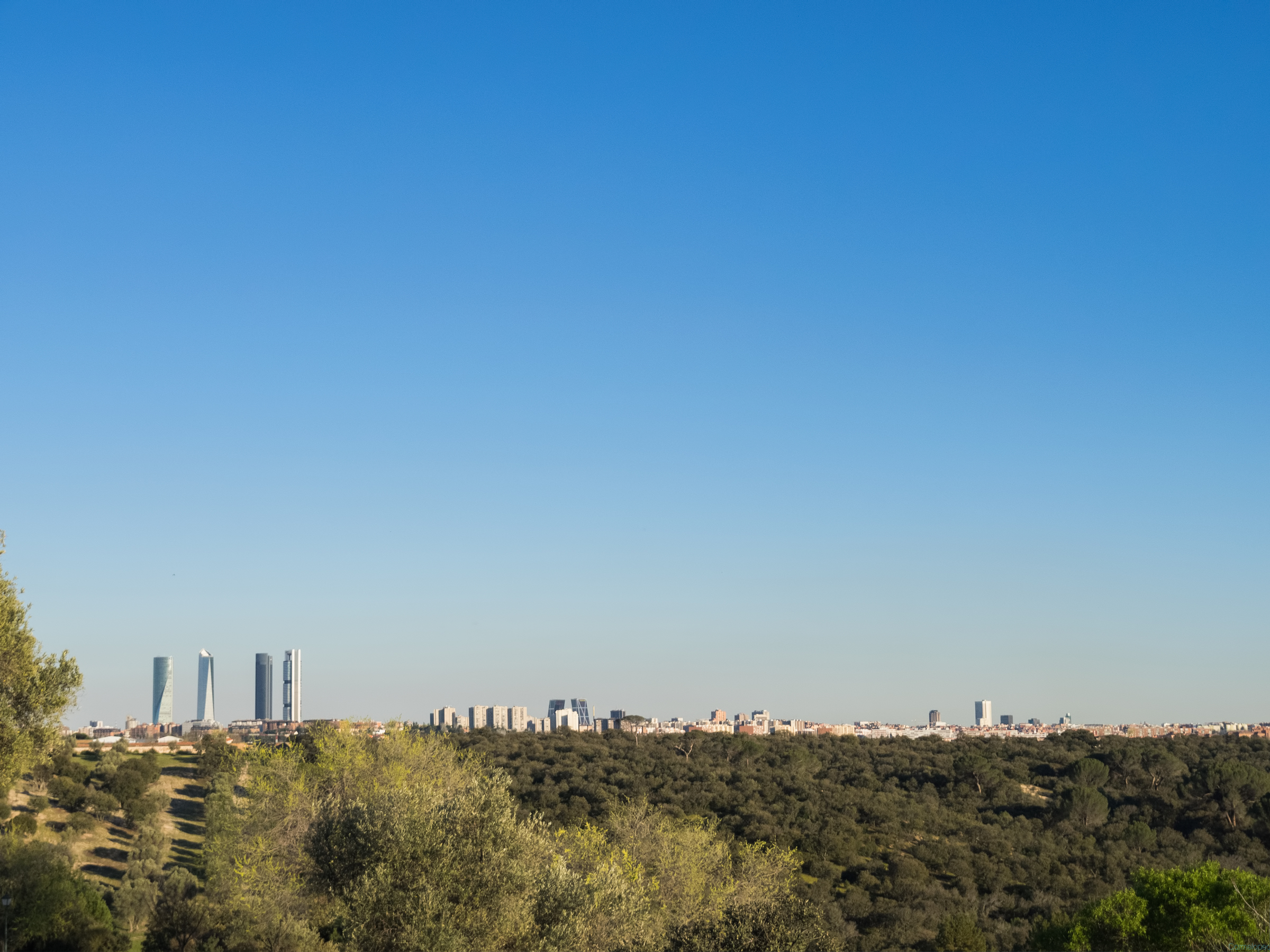
Skyline

- Parque Madrid Río
- Parque de Atracciones de Madrid
- Puerta de Alcalá
- Puerta de Europa
- Teatro Monumental
- Teatro Real
- Teatro de la Zarzuela
- Tempel von Debod
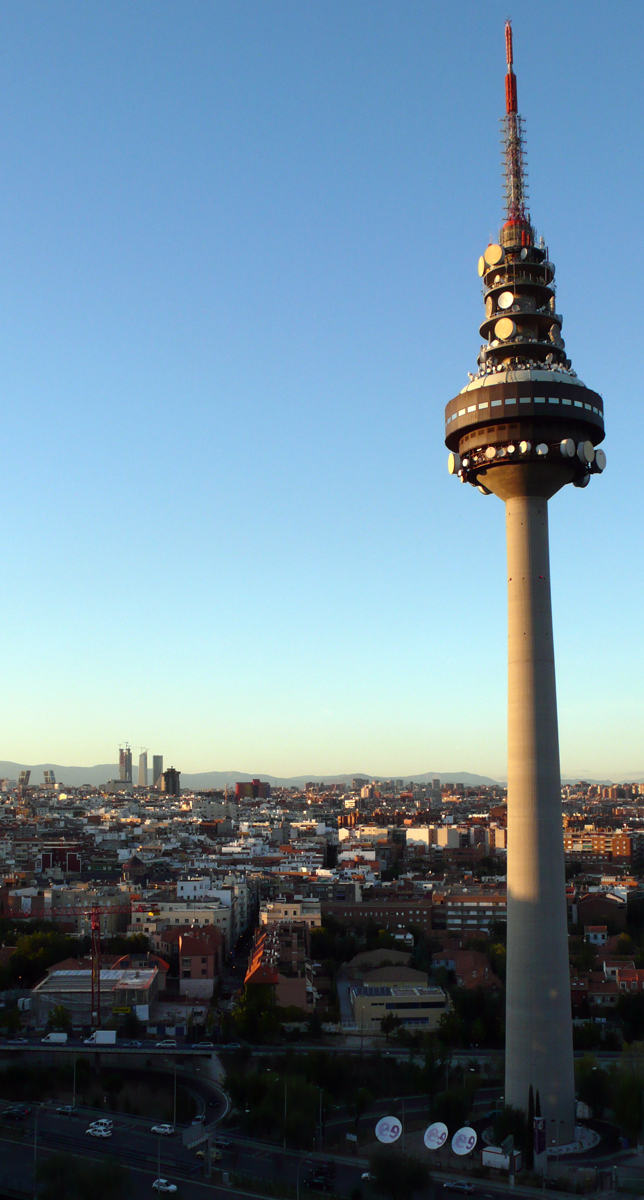
Torre Espacio
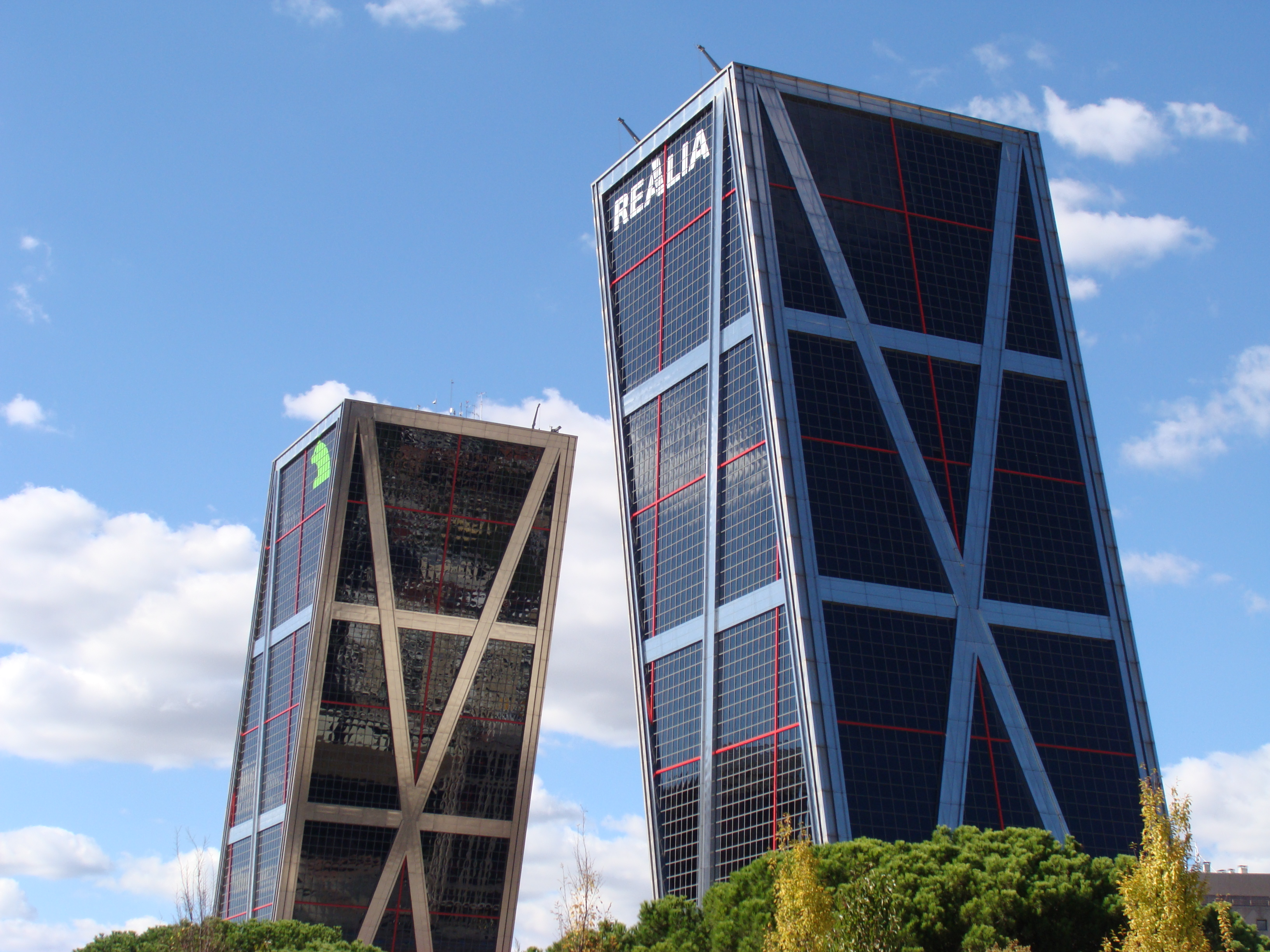
Torres KIO an der Plaza Castilla
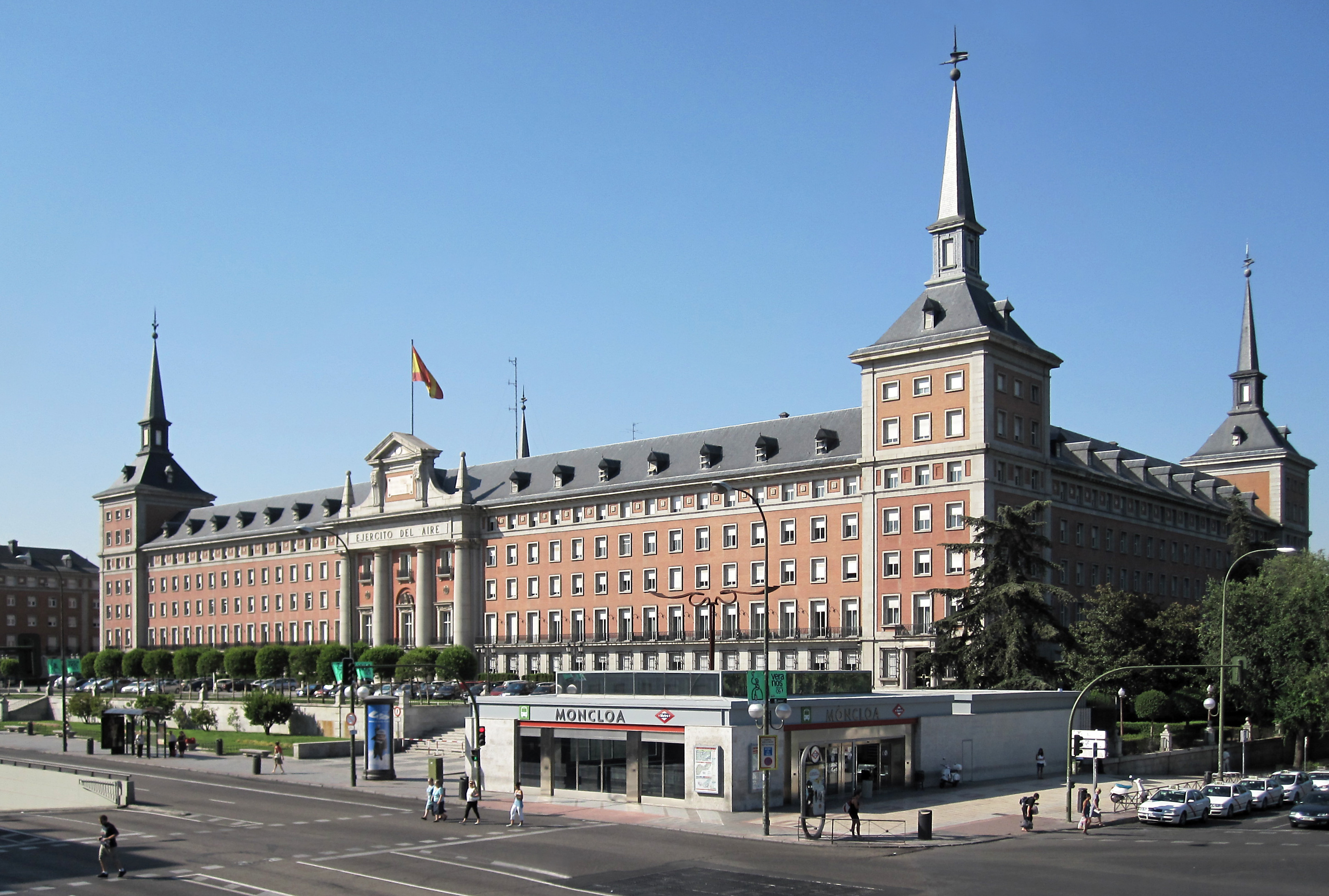
Sitz der spanischen Luftwaffe

- Torre España
- Torre Caja Madrid
- Torre de Cristal
- Torre Picasso
- Torre PwC

- Almudena-Kathedrale
- Hotel Ritz
- Der Manzanares
- Palacio Real
- Parque del Buen Retiro
- Plaza Mayor bei Nacht
- Puerta del Sol
- Flughafen
- Skyline
- Torre España
- Torres KIO an der Plaza Castilla
- Sitz der spanischen Luftwaffe

### Plätze

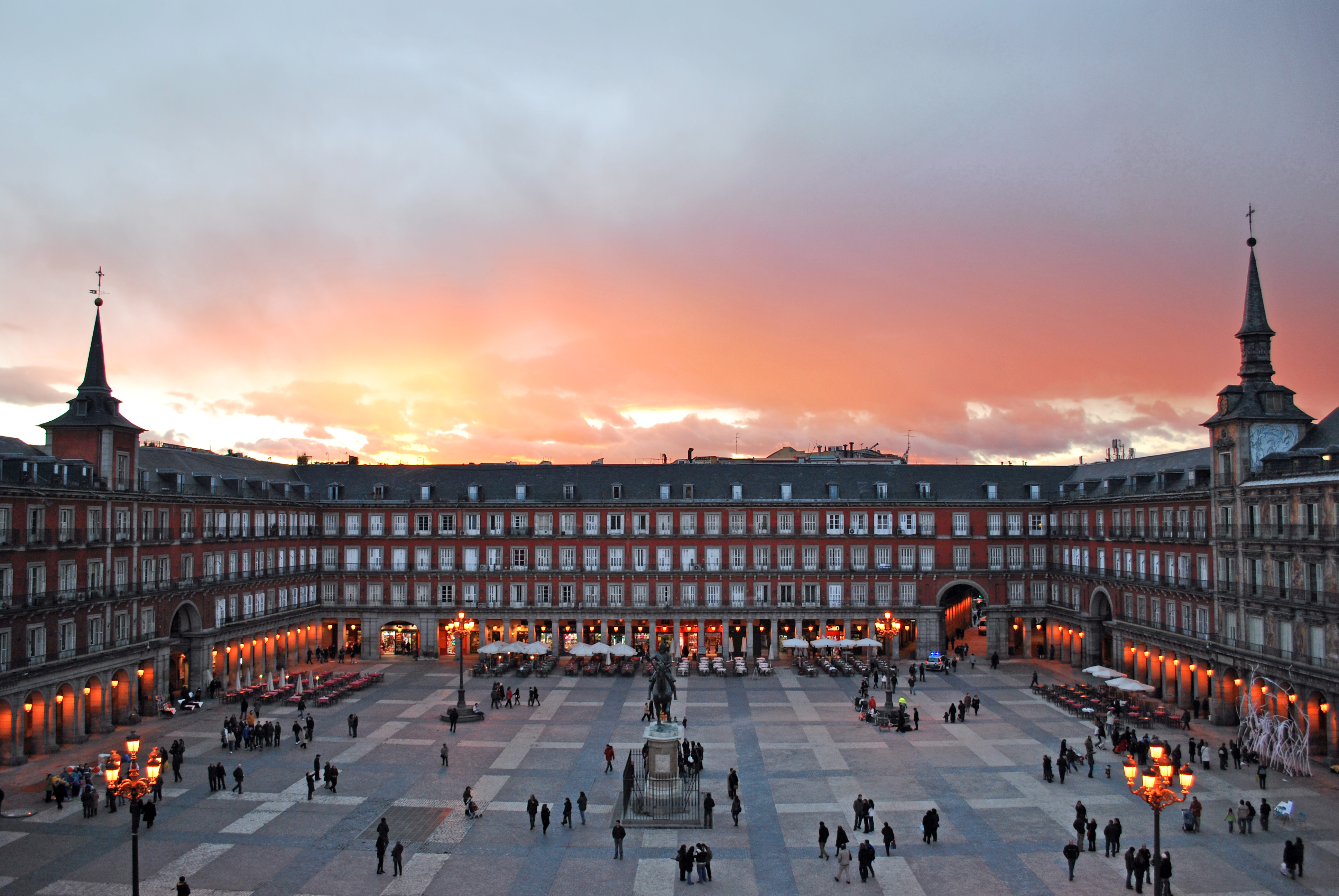
Plaza Mayor

- Die Plaza Mayor wurde im 15. Jahrhundert als Marktplatz angelegt und ist bis heute der lebendigste Platz der Stadt. Er befindet sich im Zentrum der Altstadt und ist ein rechteckiger, einheitlich geschlossener, autofreier Platz (ähnlich dem gleichnamigen Platz in Salamanca). Hier werden häufig Konzerte veranstaltet.
- Plaza de la Puerta del Sol, der Mittelpunkt der Stadt und ganz Spaniens: hier befindet sich der Kilómetro Cero, der traditionelle Ausgangspunkt der sechs radialen Nationalstraßen.
- Die parkartige, halbrunde Plaza Oriente zwischen der Oper und dem Palacio Real.
- Plaza de Cibeles: hier befinden sich drei der größten Sehenswürdigkeiten von Madrid auf einem Platz: der Kybelebrunnen, der Palacio de Comunicaciones und die Banco de España. Von den Anhängern und der Mannschaft des Fußballvereins Real Madrid wird dieser Platz zur Feier von Meisterschaften genutzt. Beginn der Prachtstraße Paseo de Recoletos mit zahlreichen Denkmalen und Skulpturen.
- Plaza de Colón: zentral gelegen, Ende des Paseo de Recoletos, Beginn des Paseo de la Castellana.
- Plaza de España am westlichen Ende der Gran Vía, ein großer Platz im Stile der 1920er Jahre mit früher Hochhausarchitektur.
- Plaza de Lavapiés: zentraler Punkt des gleichnamigen Stadtteils Lavapiés.
- Plaza de Castilla: ist im Norden von Madrid im Stadtteil Chamartín. Hier befinden sich die Torres KIO.

### Museen (Auswahl)

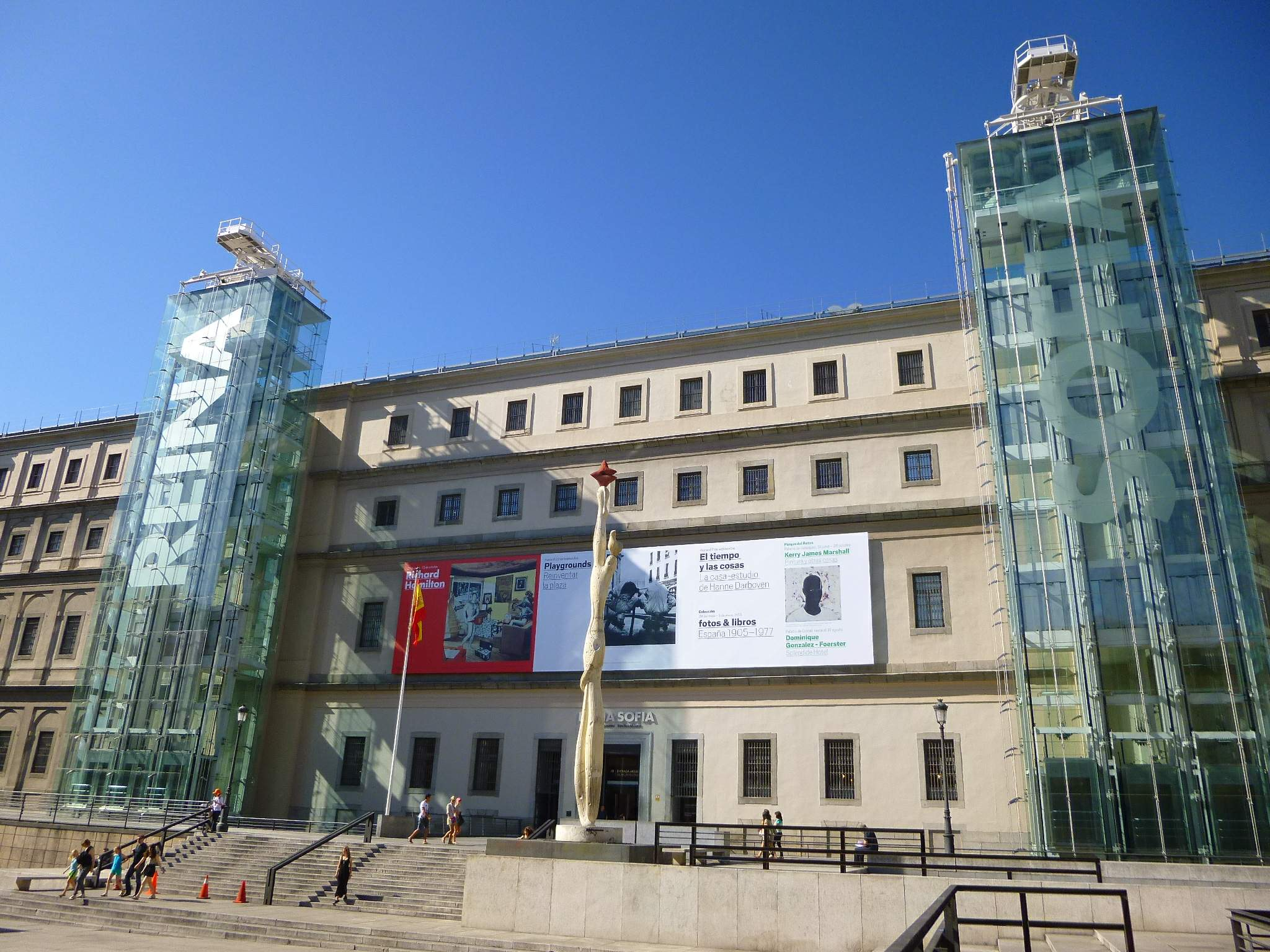
Madrid Museo Reina Sofía

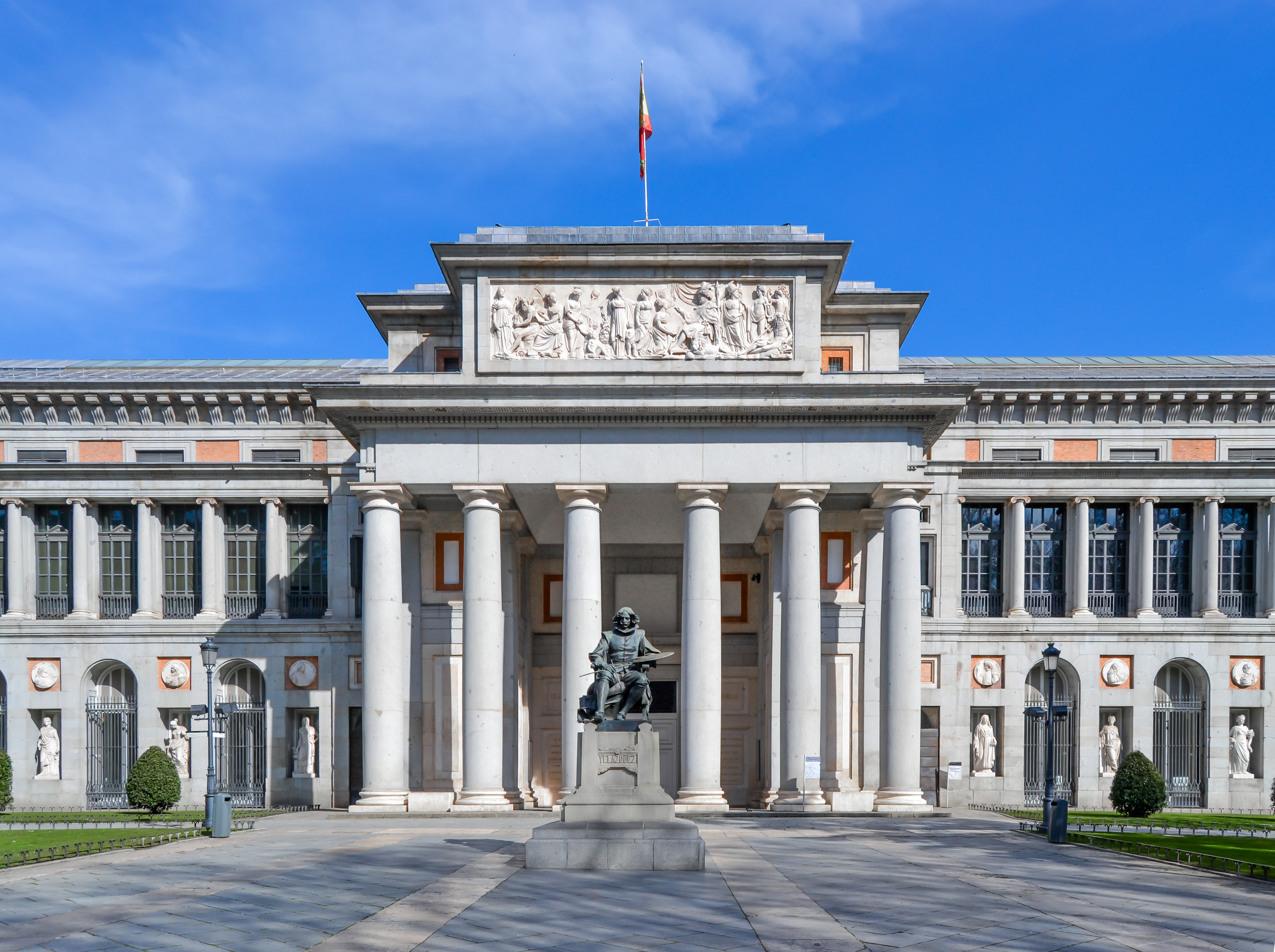
Museo del Prado

Am Paseo del Prado befinden sich im sogenannten Museumsdreieck in Gehweite von wenigen hundert Metern drei der wichtigsten Museen: Museo del Prado, Museo Nacional Centro de Arte Reina Sofia und Museo de Arte Thyssen-Bornemisza. Um die berühmten Museen konzentrieren sich weitere kleinere Museen, die das Triángulo del Arte ergänzen. Im Jahr 2021 wurde das Gebiet in die Liste des UNESCO-Weltkulturerbe aufgenommen.
- Museo del Prado: Eines der wichtigsten Malereimuseen der Welt. Es umfasst die bedeutendste Sammlung spanischer Malerei vor 1900 überhaupt (z. B. El Greco, Velazquez, Goya) sowie herausragende Werke anderer europäischer Maler (Raffael, Tizian, Hieronymus Bosch, Rubens, Dürer u. v. a. m.)
- Museo Reina Sofía: Benannt nach der Mutter des spanischen Königs, Königin Sofía, ergänzt das Museum die Kollektion des Prados mit vielen wichtigen Gemälden und Skulpturen namhafter Künstler der Moderne ab dem 20. Jahrhundert, so z. B. Pablo Picasso, vor allem sein Gemälde Guernica, Salvador Dalí, Juan Gris u. v. a. m.
- Museo Thyssen-Bornemisza: Eine der wichtigsten Privatsammlungen der Welt mit Gemälden aus der Zeit ab dem 14. Jahrhundert.
- Galerie der königlichen Sammlungen: Ein 2023 eröffnetes Kunstmuseum neben der Almudena-Kathedrale und dem Königspalast.
- Museo Arqueológico Nacional de España: Das 1867 gegründete Museum zeigt historische Funde der iberischen Halbinsel. Darunter befindet sich die berühmte Dama de Elche. Zudem gibt es eine ägyptische und griechische Sammlung.
- Museo de Historia de Madrid: städtische Sammlung von Kunstwerken zur Geschichte Madrids ab dem 16. Jahrhundert
- Museo Taurino de la Plaza de Toros de Las Ventas: Großes Stierkampfmuseum von Las Ventas
- Museo Nacional de Ciencias Naturales
- Museo de Cera: Im Wachsfigurenkabinett Madrids sind über 450 berühmte Personen aus den Bereichen Unterhaltung, Sport, Kunst, Wissenschaften, Literatur oder Geschichte mit Schwerpunkt auf das Land Spanien in Wachs reproduziert. Dazu gibt es noch die Schreckenskammer, und den Multivisionssaal, in dem Carlos I. die Geschichte Spaniens erzählt.
- Museum Zapadores, Ciudad del Arte, 2018 gegründetes Museum fúr Zeitgenössische Kunst mit eigener Kollektion.
- Instituto Valencia de Don Juan, Kunstmuseum
- Museum der Blauen Division (Museo Hermandad Nacional De La División Azul)[11]

### Straßen

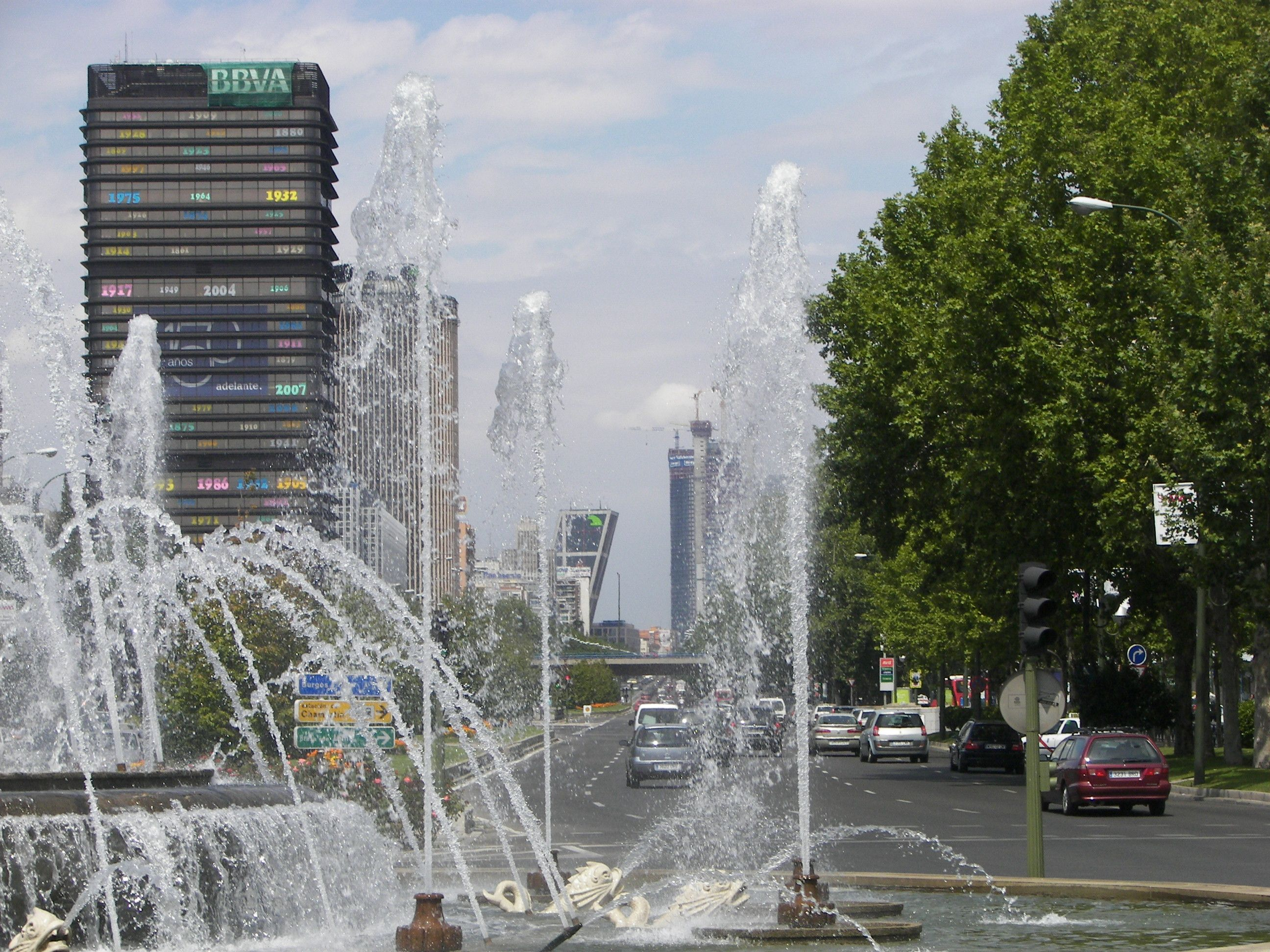
Paseo de la Castellana nahe Nuevos Ministerios

Die wichtigste Straßenachse Madrids besteht aus den drei aufeinander folgenden Alleen Paseo de la Castellana, Paseo de Recoletos und Paseo del Prado.
Der Paseo del Prado führt vom Bahnhof Atocha zur Plaza de Cibeles. Hier befinden sich große Hotels und das Prado-Museum. Der sich anschließende Paseo de Recoletos mit seinen zahlreichen Grünanlagen, Cafés und Skulpturen führt bis zum Paseo de la Castellana. Sie beginnt an der Plaza de Colón und führt rund 5,42 Kilometer in nördliche Richtung bis zum inneren Autobahnring. Die Straße ist großteils durch parkartige Alleen unterteilt. An manchen Stellen befinden sich Cafés inmitten von zehn stark befahrenen Autospuren. Im Norden repräsentiert sie das moderne Madrid mit ihrer weithin sichtbaren Hochhausarchitektur.
Die Prachtstraße Calle de Alcalá beginnt an der Puerta del Sol und führt in Richtung Alcalá de Henares. Zwischen Sol und Plaza de Cibeles befinden sich zahlreiche repräsentative Gründerzeitbauten, u. a. Konzernsitze von Großbanken.
An der Gran Vía im Zentrum der Stadt befinden sich eine Reihe großer Kinos, die Zentrale der spanischen Telefongesellschaft Telefónica und Modegeschäfte.
In der Calle Huertas im Literatenviertel (Barrio de las Letras), ebenfalls im Zentrum, wohnten und wirkten die wichtigsten Schriftsteller (u. a. Cervantes, Lope de Vega, Quevedo, Góngora) der spanischen Literatur auf engem Raum und z. T. in gleichen Zeiträumen („Das goldene Jahrhundert“). Als eine der wenigen Fußgängerzonen der Stadt fungieren diese Straße und die angrenzende Plaza de Santa Ana heutzutage als Ausgehzentrum.

### Sport

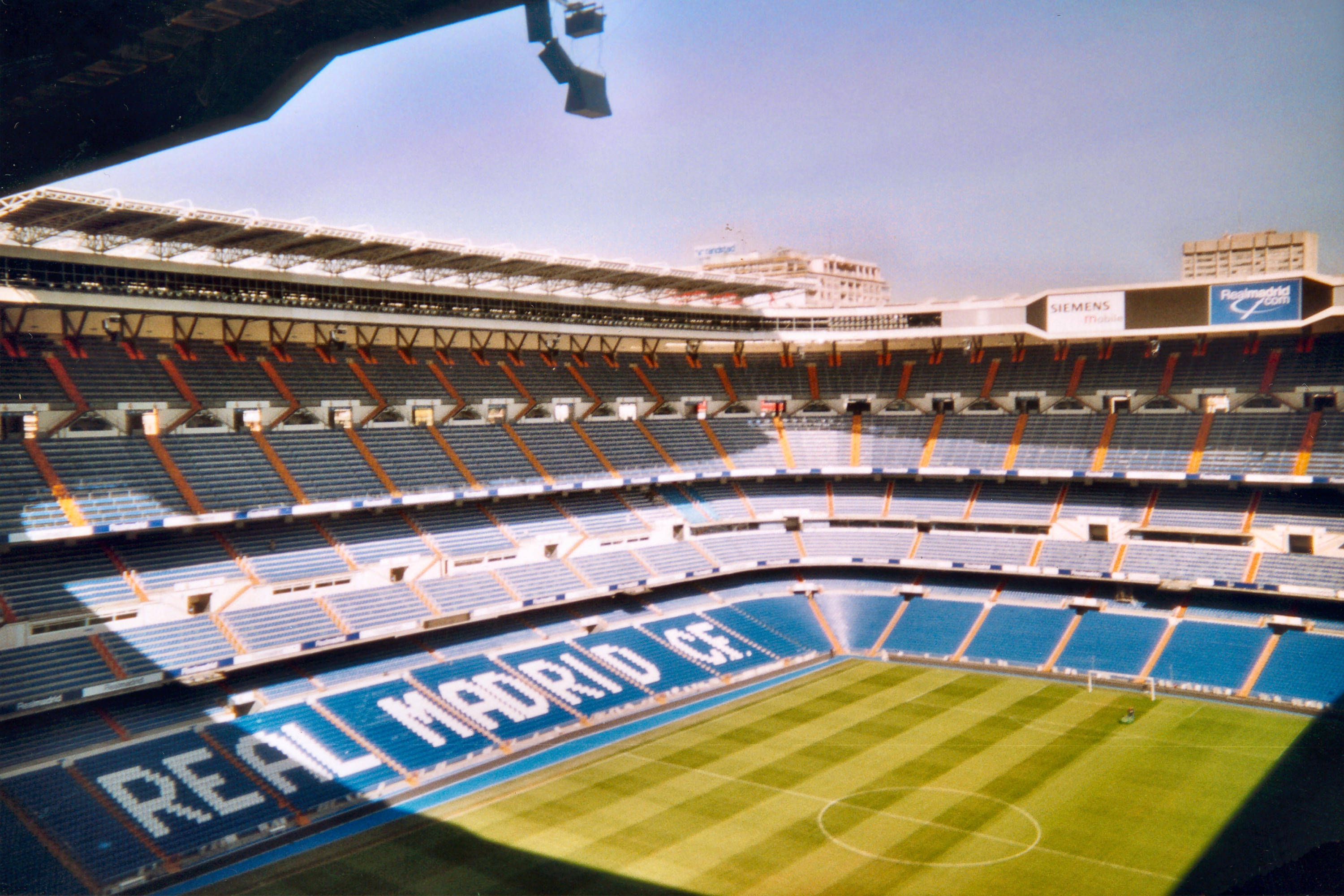
Estadio Santiago Bernabéu

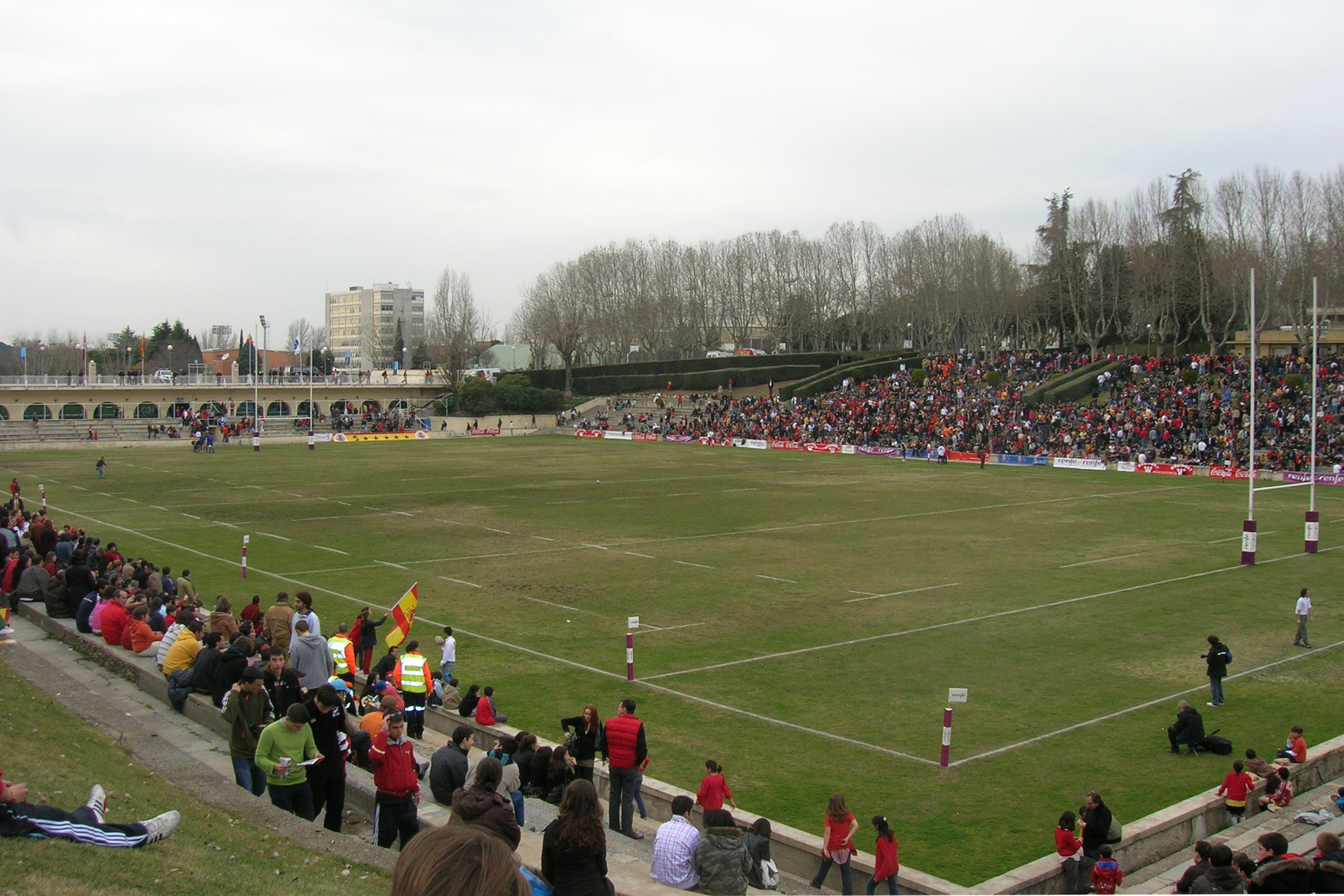
Estadio Nacional Universidad Complutense

- Mit Real Madrid, Atlético Madrid und Rayo Vallecano besitzt die Stadt drei Fußballvereine in der Primera División, der ersten spanischen Liga. Der FC Getafe befindet sich im gleichnamigen Vorort von Madrid.
- Mit Real Madrid Baloncesto besitzt die Stadt auch einen Basketballverein in der Liga ACB, der höchsten spanischen Spielklasse.
- Seit 1965 findet die San Silvestre Vallecana statt, mittlerweile der teilnehmerstärkste Silvesterlauf weltweit. Der seit 1978 ausgetragene Madrid-Marathon war bis 2007 der größte Spaniens.
- Vom 13. bis 23. August 1986 fanden die 5. Schwimmweltmeisterschaften in Madrid statt, die vom Weltschwimmverband, der FINA veranstaltet wurden.
- Seit 2002 wird in der Stadt das Madrid Masters ausgetragen, das vierte Masters-Tennisturnier des Jahres.
- Vom 18. September bis 24. September 2006 fand im Palacio de Deportes de la Comunidad de Madrid die Badminton Individual WM statt.
- Vom 27. September bis 8. Oktober 2006 wurde in Madrid die Feldhockey-Weltmeisterschaft der Damen 2006 auf dem Gelände des Club de Campo ausgerichtet.
- Mit der Madrid Snowzone steht die größte Skihalle Europas in der unmittelbaren Nähe Madrids.
- Die spanische Rugby-Union-Nationalmannschaft und die spanische Frauen-Rugby-Union-Nationalmannschaft tragen ihre Heimspiele meist im Madrider Estadio Nacional Universidad Complutense auf dem Gelände der Universität Complutense Madrid aus. In der Stadt befindet sich auch der Verbandssitz der Federación Española de Rugby.

Sportgeschichte
1982 wurde Italien in Madrid Fußball-Weltmeister. Madrid hat sich bislang vier Mal für die Austragung von Olympischen Sommerspielen beworben, die Kandidaturen für 1972, 2012, 2016 und 2020 scheiterten jedoch.

### Sehenswürdigkeiten und Städte im Umland
- Real Sitio de San Lorenzo de El Escorial
- Palacio Real (Aranjuez)
- Alcalá de Henares
- Toledo
- Ávila
- Tal der Gefallenen
- Segovia

## Wirtschaft und Infrastruktur
Laut einer Studie aus dem Jahr 2014 erwirtschafte der Großraum Madrid ein Bruttoinlandsprodukt von 262,3 Milliarden US-Dollar (KKB). In der Rangliste der wirtschaftsstärksten Metropolregionen weltweit belegte er damit den 42. Platz.

Streckenplan der Metro in Madrid

### Wirtschaft
Die Region Madrid ist der führende Wirtschafts- und Industriestandort Spaniens und erwirtschaftet mit 17,7 Prozent den höchsten Anteil am spanischen Bruttosozialprodukt. Der Schwerpunkt liegt auf dem Dienstleistungssektor, der über 78 Prozent des regionalen BIP generiert. Aufgrund seiner hervorragend geographischen Lage in der Mitte der iberischen Halbinsel haben sich dort Industrien aus dem Flugzeug-, Fahrzeug-, Textil-, chemische und Nahrungsmittelindustrien niedergelassen. Ein großer Teil der in Spanien niedergelassenen Banken und Versicherungskonzerne haben ihren Sitz in Madrid. Die wichtigste und einzig international bedeutende Börse Spaniens – die Bolsas y Mercados Españoles (zu der auch die Madrider Börse gehört) – befindet sich dort. Ebenso haben zahlreiche Niederlassungen ausländischer Konzerne ihren Sitz und Produktionsstandort in Madrid (Siemens, Bosch, Software AG, Microsoft, Hewlett-Packard, IBM, Porsche, L’Oréal, Iveco etc.)
In einer Rangliste der wichtigsten Finanzzentren weltweit belegte Madrid den 41. Platz (Stand: 2018).

### Verkehr

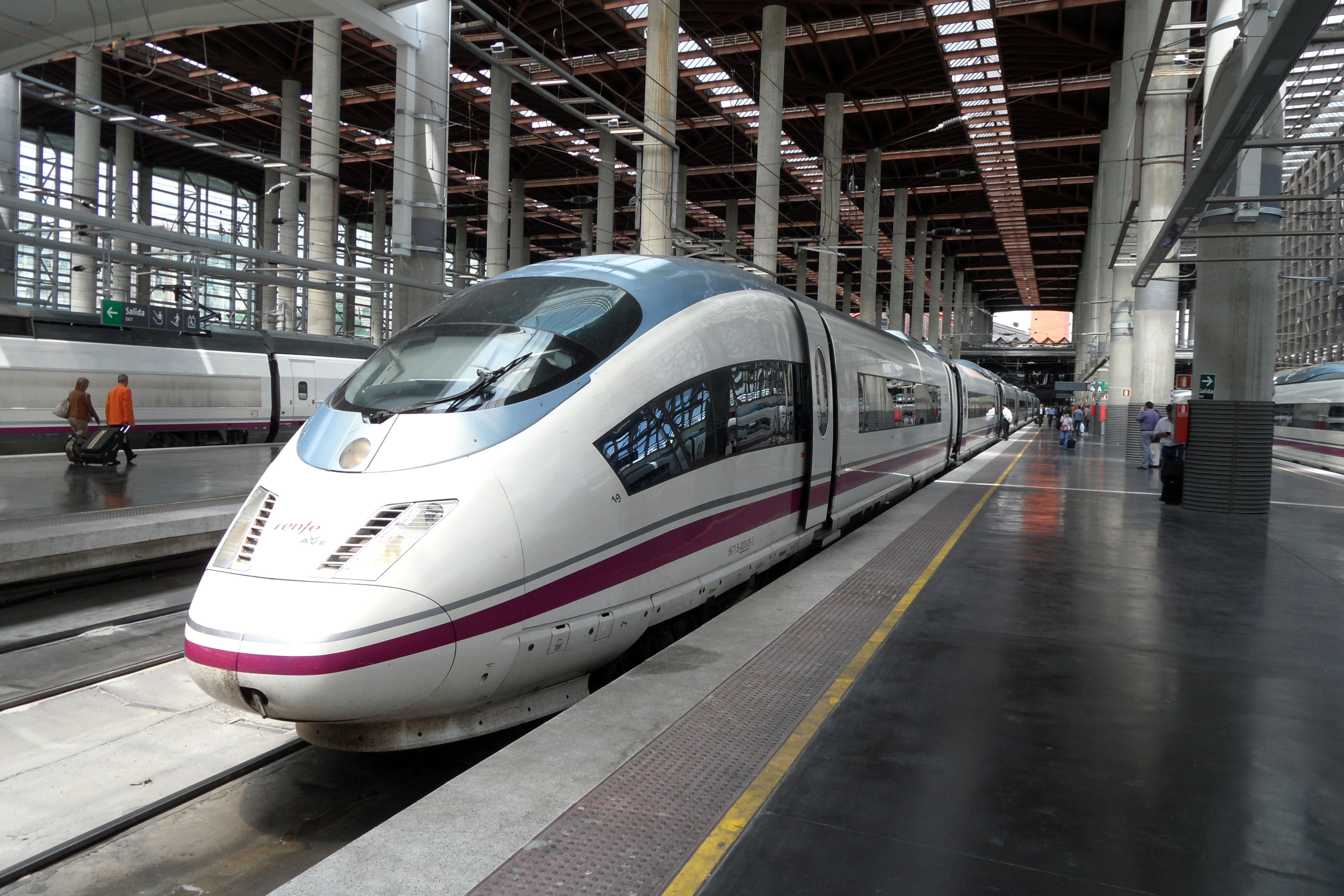
Bahnhof Madrid Atocha

Madrid ist Spaniens größter Verkehrs- und Eisenbahnknotenpunkt mit den wichtigsten Personenbahnhöfen Atocha und Chamartín. Durch Madrid führen unter anderem die Schnellfahrstrecken Madrid–Barcelona–Französische Grenze, Madrid–Sevilla, Lissabon–Madrid und Madrid–Toledo. Das Netz der Madrider U-Bahn gehört zu den größten der Welt. In weniger dicht besiedelten Stadtteilen verkehrt die Stadtbahn Metro Ligero. Die Vororte werden mit dem Cercanías-Vorortbahnsystem erschlossen.
Der internationale Flughafen Madrids, Adolfo Suárez Madrid-Barajas, liegt im Nordosten der Stadt und ist mit der Metro zu erreichen. Er ist der viertgrößte Flughafen Europas und eine wichtige Drehscheibe für Flüge nach Lateinamerika.
Ferner hat Adif den Unternehmenssitz in Madrid.
Flughafen

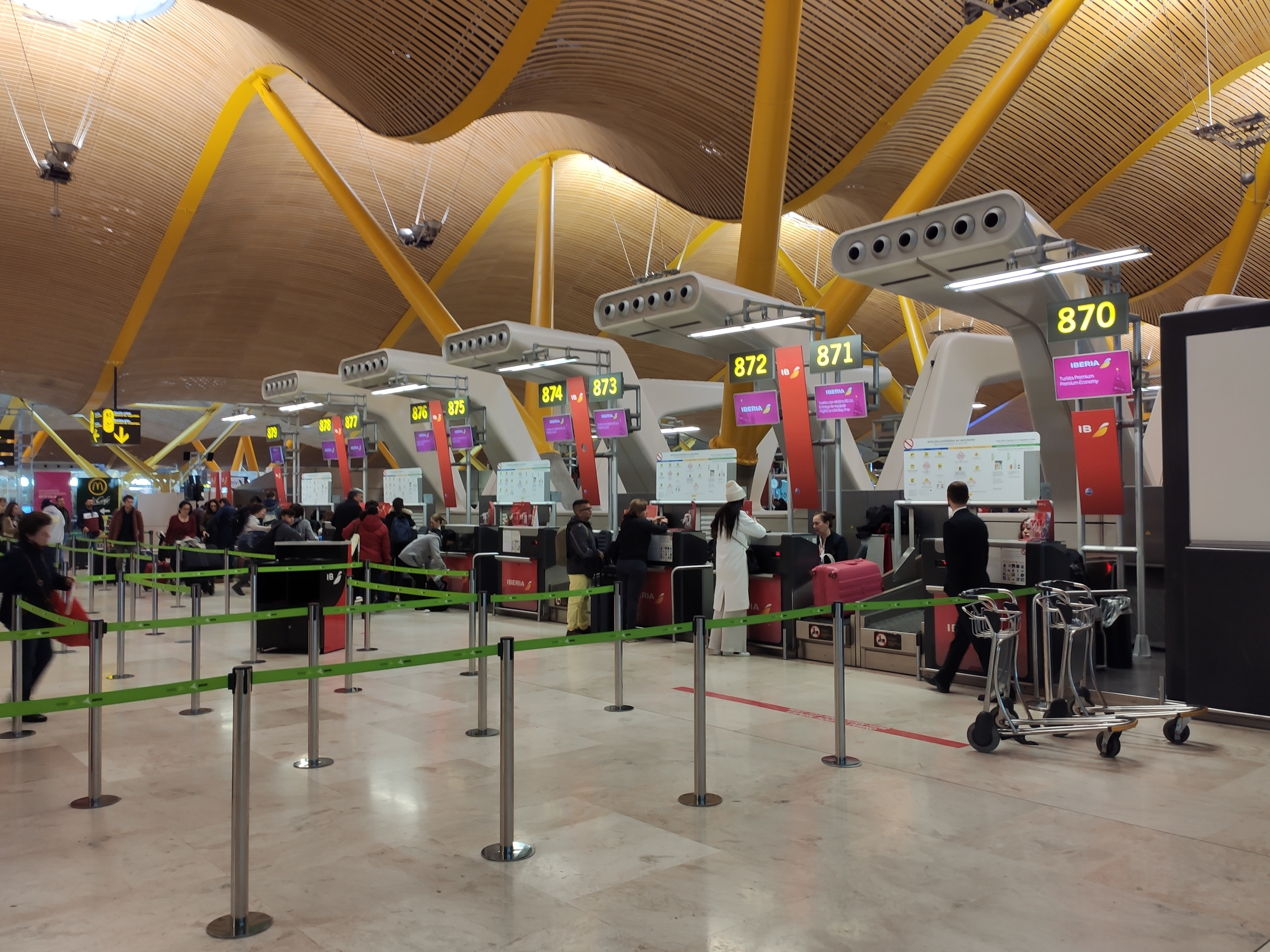
Madrid-Barajas, Flughafen-Terminal T4

Der Flughafen Madrid-Barajas (MAD) ist mit 57,8 Mio. Passagieren (Stand 2018) einer der größten in Europa. Er besitzt vier Start-/Landebahnen (4400, 4100, 3500, 3500 m). Die beiden 3500-m-Bahnen sind Neubaubahnen; die 4400-m-Bahn ist die längste in Europa. Der neue Terminal (T4) wurde 2006 eröffnet und hat 2007 aufgrund der Entfernung zum restlichen Flughafen eine eigene Metrostation erhalten. Alle Terminals (T1, T2, T3, T4) sind mit der Metro Linie 8 zu erreichen.
Im November 2008, nach dem Beginn der Weltfinanzkrise und dem Platzen der Immobilienblase, wurde der Flughafen Ciudad Real als erster privater Flughafen Spaniens zur Entlastung eröffnet. Er wurde im November 2011 mangels Flugverkehr geschlossen und gilt als eine der größten Investitionsruinen Spaniens.

## Bildung
Zu den zahlreichen Bildungseinrichtungen gehören die Universität Complutense Madrid (UCM, 1508 in Alcalá de Henares eröffnet, 1836 nach Madrid verlegt) sowie die Universidad Comillas (1892), die Polytechnische Universität Madrid (UPM, 1971), Universidad Autónoma (UAM, 1968), die Universität Carlos III (UC3M, 1989) und die Universidad Rey Juan Carlos (1996). Die spanische Fernuniversität UNED (Universidad Nacional de Educación a Distancia) hat ihren Hauptsitz in Madrid. Ebenso befinden sich hier u. a. die Königlich Spanische Akademie sowie die Akademien der Schönen Künste, der Naturwissenschaften und der Sprachen oder die 1896 gegründete Deutsche Schule Madrid.

## Städtepartnerschaften
- Seoul, Südkorea
- Tokio, Japan
- Asunción, Paraguay
- Abu Dhabi, Vereinigte Arabische Emirate
- Berlin, Deutschland
- Bogotá, Kolumbien
- Brüssel, Belgien
- Bordeaux, Frankreich
- Budapest, Ungarn
- Buenos Aires, Argentinien
- Caracas, Venezuela
- Guatemala-Stadt, Guatemala
- Havanna, Kuba
- La Paz, Bolivien
- Lima, Peru
- Lissabon, Portugal
- Managua, Nicaragua
- Manila, Philippinen
- Mexiko-Stadt, Mexiko
- Montevideo, Uruguay
- Moskau, Russland
- Nouakchott, Mauretanien
- New York City, USA
- Panama-Stadt, Panama
- Paris, Frankreich
- Peking, Volksrepublik China
- Prag, Tschechien
- Quito, Ecuador
- Rabat, Marokko
- Rio de Janeiro, Brasilien
- Rom, Italien
- San José, Costa Rica
- San Juan, Puerto Rico
- San Salvador, El Salvador
- Santiago de Chile, Chile
- Santo Domingo, Dominikanische Republik
- Sarajevo, Bosnien und Herzegowina
- Sofia, Bulgarien
- Tegucigalpa, Honduras
- Tirana, Albanien
- Tripolis, Libyen
- Warschau, Polen

Stand 2008

## Weitere Themen
- Metropolregion Madrid